# Ostseestraße (Berlin)
Die Ostseestraße ist eine rund 1,1 Kilometer lange Straße im Berliner Ortsteil Prenzlauer Berg des Bezirks Pankow. Sie ist eine Hauptstraße im Verlauf des nördlichen Teils der C-Ringtrasse in Verlängerung des Berliner Stadtringes und der Seestraße. Dieser Straßenring liegt etwas außerhalb des S-Bahn-Ringes.
Entsprechend der städtebaulichen Struktur werden zur Ostseestraße auch die Gebiete zwischen dem S-Bahn-Ring und der Grenze zum Ortsteil Weißensee betrachtet. Dieser Artikel zur Ostseestraße beschreibt den Pankower Planungsraum 12-PB Nord (Lebensweltlich orientierter Raum LOR 28 – Erich-Weinert-Straße).

## Geschichte
Die Bebauung der Ostseestraße erfolgte im Laufe des 20. Jahrhunderts in mehreren zeitbedingt unterbrochenen Schüben. An der Straße stehen vorrangig Wohnbauten. Diese Bebauungsfortschritte entlang der Straße und in den benachbarten Stadträumen sind auf der Karte „Gebäudealter 1992/93“ des Landeskartenwerks übersichtlich dargestellt. Ergänzt werden Kriegsschäden der Umgebung auf der Karte Gebäudeschäden 1945. Außerdem wurde mit „HistoMapBerlin“ das amtliche Kartenwerk „Stadtplan von Berlin“ (ab ca. 1950 „Karte von Berlin“) beginnend mit dem Straubeplan von 1910 in einzelnen Jahresausgaben bis zur Gegenwart in deckenden Ausschnitten zusammengefügt. Für die Ostseestraße sind dies Straubeplan IL und IM, sowie die Stadtkarten 4228, 4235, 4324 und 4331.

### Anlage und Einweihung im 19. Jahrhundert

#### Ostseestraße
Ihren Ursprung hat die Ostseestraße in den Erweiterungsplänen James Hobrechts. Im nach ihm benannten Plan wurde sie als Straße 31a bezeichnet. Hier ist sie als Straße auf Berliner Territorium, allerdings noch fernab der Zentrumsbebauung, bereits Teil einer Ringstraße um die preußische Hauptstadt. Die Planungen wurden wegen der Anlage eines Berliner Kanalisationssystems ab 1862 gefertigt. Den heutigen Namen erhielt sie am 23. Januar 1913. Die Namensgebung nach der Ostsee folgte dem westlich der Prenzlauer Allee bereits errichteten Nordischen Viertel mit Straßennamen skandinavischer Städte.

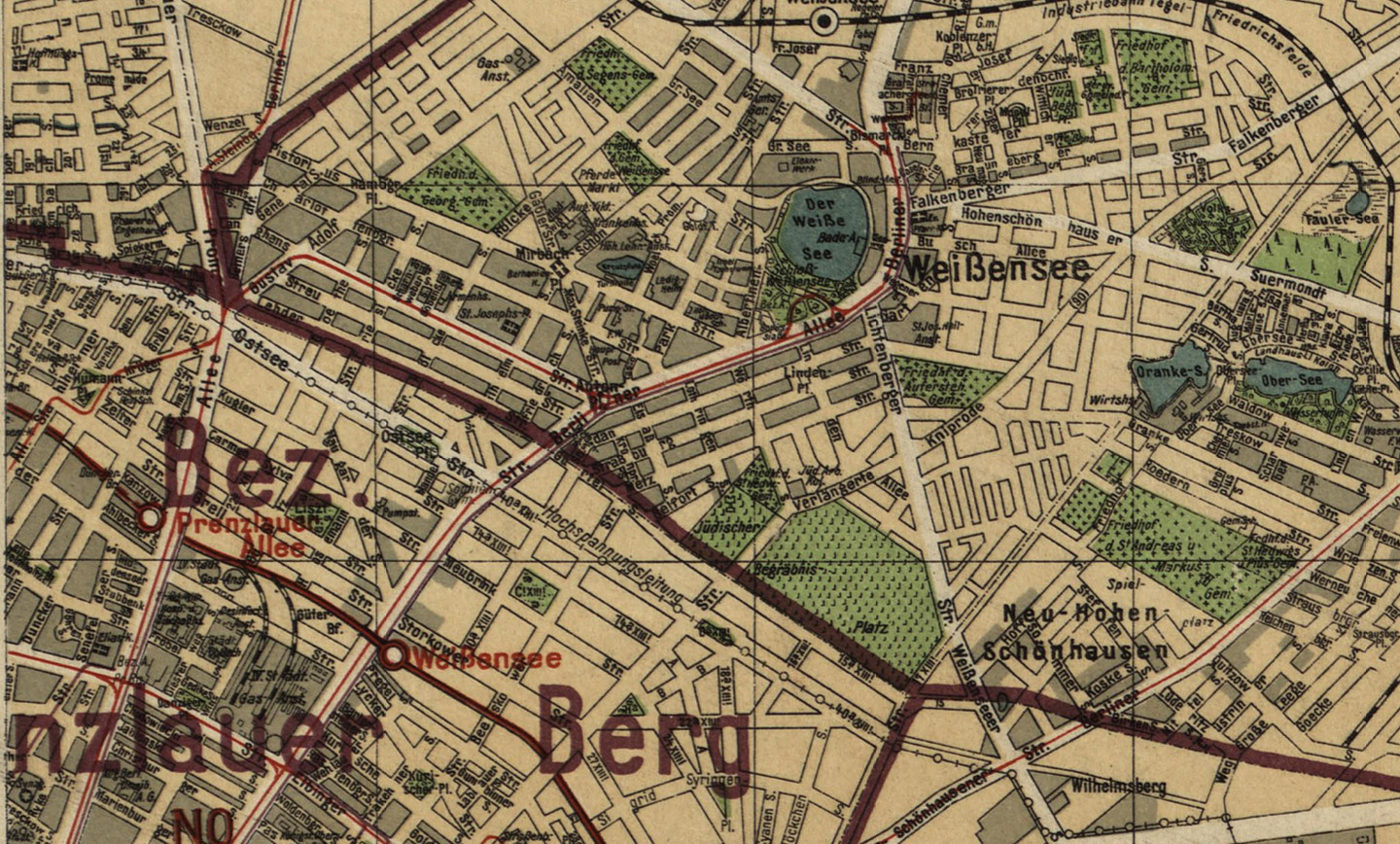
Ostseestraße und Straße 40a auf dem Silva-Plan, 1925

Auf den Stadtplänen von 1893 und 1897 sind die Straßenzüge Grellstraße und die heutige Erich-Weinert-Straße eingetragen, die Gemeinde Neu-Weißensee ist bis zur Stadtgrenze Berlins bereits besiedelt, der heutige Straßenzug erscheint erst auf dem Stadtplan von 1906. Der Straßenzug war seit 1905 bei der Revision des ursprünglichen Planes (von 1862) mit Mittelpromenade vorgesehen. Zwischen Prenzlauer Promenade und Greifswalder Straße sind die Straßenzüge nördlich der Ringbahn als Planstraßen aufgenommen, wie sie später auch angelegt wurden. 1906 ist die Trassierung im Stadtplan mit dem Ostseeplatz zur Greifswalder Straße, weitergehende über die Kniprodestraße – an deren Ostseite ein weiterer Platz – und nach Lichtenberg über die Hohenschönhauser Straße bis an die Landsberger Straße, jedoch als unbenannt enthalten. Für 1921 ist die Ostseestraße nach Osten bis zur Greifswalder Straße aufgenommen und setzt sich als angelegte Straße 135 zur Kniprodestraße fort, der weitere Verlauf als Platz CII und Straße 40a ist nur als Trasse über die Oderbruch- bis an die Hohenschönhauser Straße eingezeichnet. 1926 ist die Verlängerung nach Osten als angelegte Straße bis zur Oderbruchstraße eingezeichnet, sie kreuzt dabei zwei unbenannte Straßen sowie die Kniprodestraße (die durch den Jüdischen Friedhof gelegt ist) und eine Beeskower Straße mit dem Verlauf zur Metzer Straße über die Bahnstrecke kommend. Ab der Karte von 1932 ist der weitere Straßenverlauf lediglich durch die Hochspannungsleitung markiert, die auf dem Mittelstreifen der Ostseestraße von der Wisbyer Straße zum Weißenseer Weg und weiter in die Landsberger Chaussee führt.
Die Verlängerte Ostseestraße im Plan XIII als Straße 40a geführt (nach Bebauungsplan zeitweise als Straße 135 projektiert) wurde zu Ehren des 400. Todestages des italienischen Bildhauers, Malers und Architekten Michelangelo am 18. Februar 1964 in Michelangelostraße umbenannt. Die Michelangelostraße hatte bis in die 1980er Jahre nur die nördliche Fahrbahn mit der Komplikation des Fahrbahnwechsels an der Kreuzung Greifswalder Straße. Bis 1960 endete der Straßenzug (als Ostseestraße) an der Greifswalder Straße.

#### Ostseeplatz

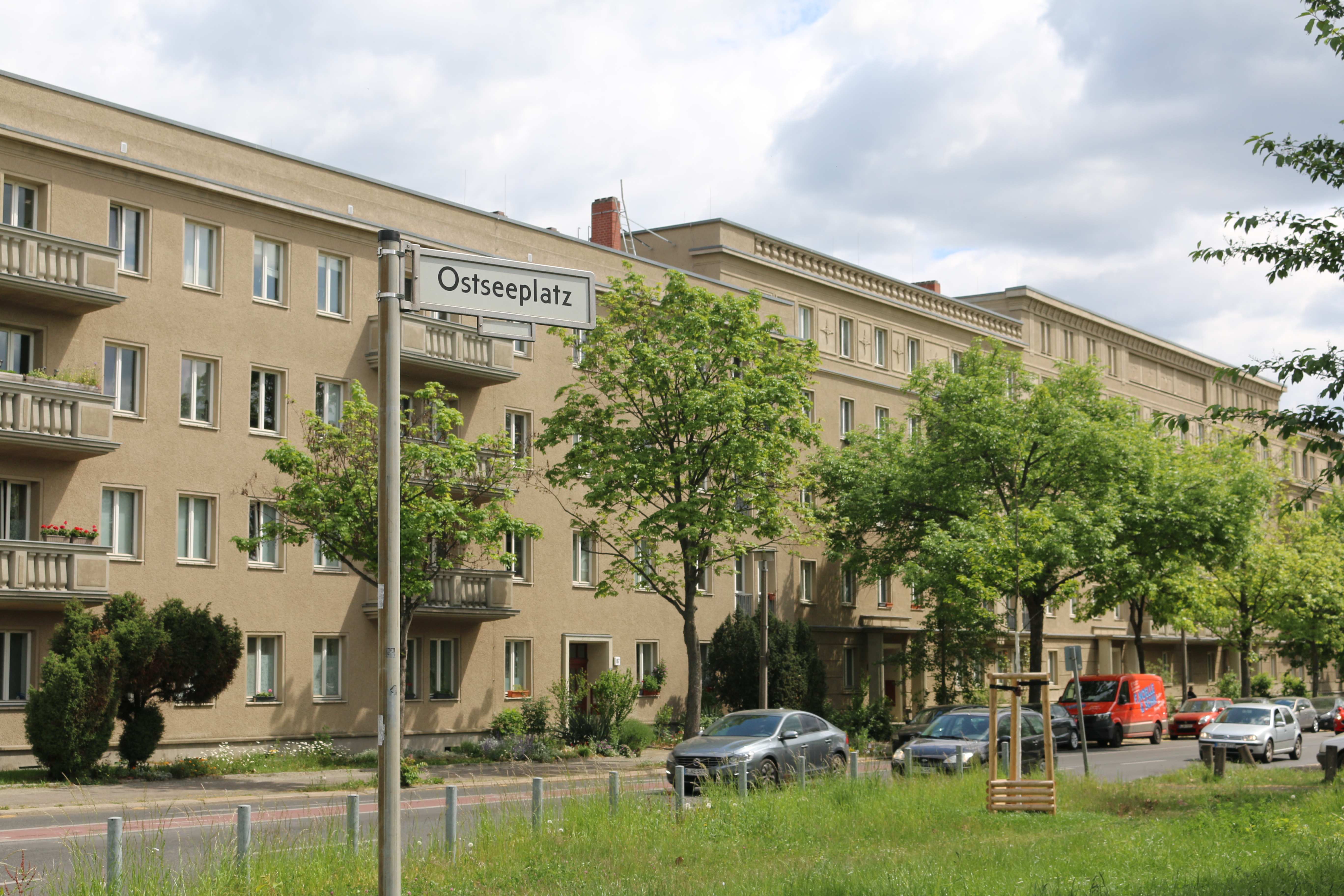
Wohnpalast am Ostseeplatz

In der Trassierung von 1910 (Straubeplan I M) ist im Verlauf der Planstraße 31 AXII der Platz F II vorgesehen, der mit der Einweihung im Jahre 1913 seine Form erhielt. Bei der Einweihung des Straßenzuges wurde der im Südosten auf einer Weitung der beidseitigen Straßenverläufe angelegte Platz zeitgleich benannt und erhielt seine Bepflanzung, die größtenteils aus Kastanien bestand. Er ist rund 10.000 Quadratmeter groß und besitzt eine rechteckige Form.

### Erster Weltkrieg und Notzeit
Die „Baugesellschaft Bellevue“ plante 1913 die Bebauung fortschreitend nach Osten. Doch zwischen 1914 und 1925 stockten weitere Arbeiten auf Grund des Ersten Weltkriegs und der Inflation von 1920/1923. 1920 mit der Bildung von Groß-Berlin war die Ostseestraße zum Innenstadtbereich geworden. Im Norden wurde die Gemeinde Weißensee eingegliedert, die bereits mit ihrem Gründerviertel bis an Berlin herangewachsen war. Von Berliner Seite war der Stadtrandcharakter Berlins mit Feldern und Gärten noch erhalten. Westlich war das Nordische Viertel seit 1900 entlang des Ringes (Bornholmer Straße) schon entstanden, ebenfalls außerhalb des Bahnringes. Bauinvestitionen in der noch leeren Ostseestraße und ihrer Umgebung kamen mit dem Boom der „Goldenen Zwanziger Jahre“.

### Bauboom der „Goldenen Zwanziger Jahre“

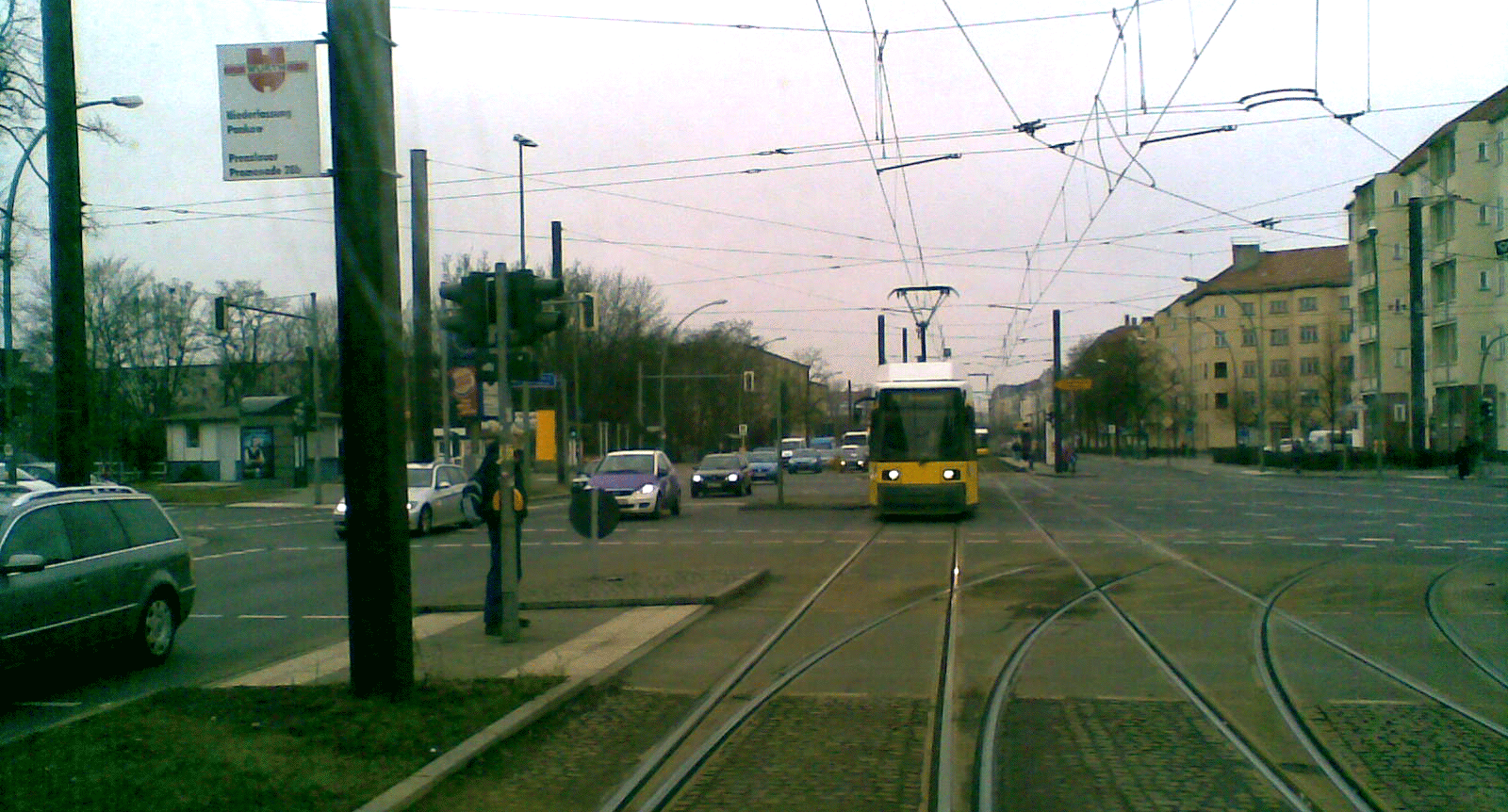
Die Ostseestraße nimmt ihren Beginn an der Kreuzung mit der Prenzlauer Allee

Insbesondere durch die Inflation war der Wohnungsbau allgemein fast zum Stillstand gekommen. Es wurden sozial verträglichere Wohnbauten als im inneren Prenzlauer Berg nötig. Die Flächen entlang der Ostseestraße waren noch unbebaut und daher für eine Neubebauung geeignet.
In den 1920er Jahren war die Carmen-Sylva-Straße (seit 1954: Erich-Weinert-Straße) als zentrale Boulevard-Straße des neuen Viertels vorgesehen, benannt nach dem Pseudonym der Königin Rumäniens, Elisabeth zu Wied. Durch den Ersten Weltkrieg und die darauffolgende Inflation war die Bebauungskontinuität unterbrochen. Nördlich der Ostseestraße bestanden weiterhin Kleingärten und Ackerflächen bis zum Gründerviertel in Weißensee, das 1920 eben erst zu Groß-Berlin eingemeindet worden war. Die Fläche von der Ringbahn um die Ostseestraße war Berliner Randlage, die anschließende Fläche zur Langhansstraße war Weißenseer Randlage mit Gewerbeansiedlung. Der Bezug zum westlicher anliegenden Wohnviertel wurde mit den über die Prenzlauer Allee geführten Straßennamen der Kugler- und Zelterstraße und der durchgehenden Carmen-Sylva- und Grellstraße hergestellt.

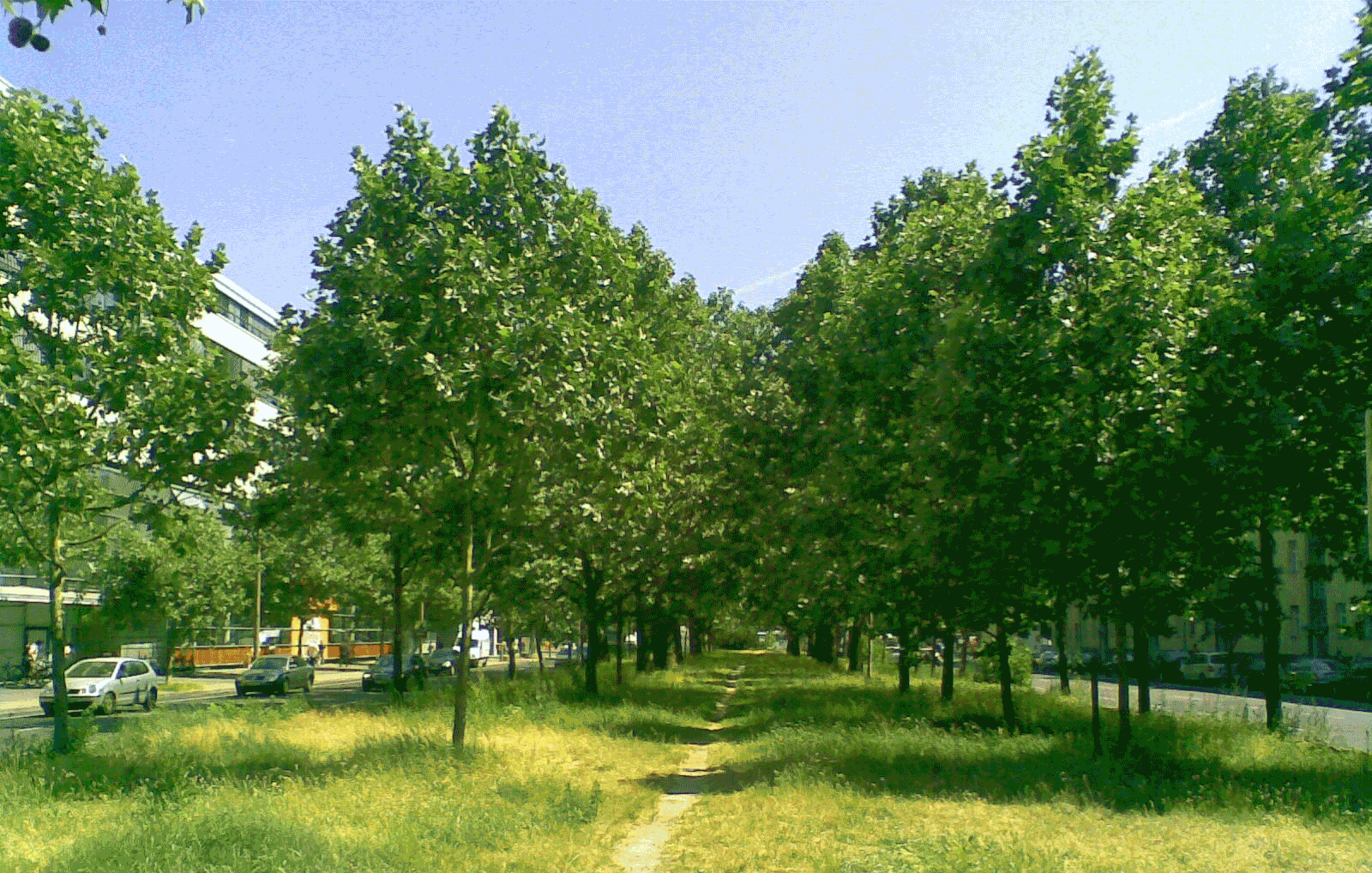
Die Mittelpromenade der Ostseestraße

Von 1926 bis 1930 entstand auf dem Areal südlich der Ostseestraße bis zur Ringbahn die von Bruno Taut geplante Wohnstadt Carl Legien. Als vorrangiger Bauherr trat dafür die GEHAG auf. Das Wohnquartier wurde 1933 (nach der „Machtergreifung“ durch die  Nationalsozialisten) bezogen auf die Kämpfe im Ersten Weltkrieg in Flandernsiedlung benannt. Einige südlich der Ostseestraße neu angelegte Straßen erhielten Namen nach belgischen Orten, die 1914 bis 1918 aus den Kämpfen der Flandernschlachten bekannt geworden waren. Das neue Regime diffamierte die bestehenden Ideen und Konzepte des Bauhauses mit offener Architektur als entartet. Jedoch vermittelten großzügige Innenhöfe den Bewohnern einen Eindruck von Naturnähe. Die Weiträumigkeit der Wohnungsschnitte und der Einrichtung unterschied sie von den Mietskasernen der Gründerzeit im Innenstadtbezirk. Im Juli 2008 wurde dieses Wohnquartier des Architekten Bruno Taut von der UNESCO gemeinsam mit fünf weiteren Siedlungen Berlins in die Weltkulturerbe-Liste aufgenommen.
Der Straßenzug Ostseestraße endete 1928 von der Greifswalder Straße her mit der südlichen Fahrbahn im Ostseeplatz, der bereits die Viereckform mit der Bepflanzung auf der Mittelfläche besaß. Am Westrand des Ostseeplatzes – an der Hosemannstraße – begannen Schrebergärten. Die Nordseite des Platzes und die spätere nördliche Fahrbahn wurde von Kleingärten genutzt. Von der Kreuzung Greifswalder Ecke Ostseestraße führt eine (Plan-)Trasse schräg nach Weißensee zur Lehderstraße. Von der Prenzlauer Allee her ist die spätere Trassenführung geplant und erkennbar. Allerdings befinden sich auf dem späteren Straßenland innerhalb der Randwege noch Kleingärten. Diese Kleingärten gewannen in den Kriegs- und unmittelbaren Nachkriegsjahren Bedeutung für die Selbstversorgung.
Von 1929 bis 1931 errichtete das Architektenduo Fedler & Kraffert zwischen Mandelstraße und Greifswalder Straße im Auftrag eines gewerkschaftsnahen Bauvereins eine Wohnanlage ohne Quergebäude und Seitenflügel. Mit der Anlage geräumiger begrünter Hofflächen wurden Bauideen umgesetzt, die die eng bebauten Hinterhofviertel der Vorkriegszeit überwanden. Die Anlage zieht sich um eine von Ludwig Hoffmann 1915–1923 an der Mandelstraße errichtete Schule von der Mandelstraße über die Ostsee- und die Greifswalder-, mit einer Unterbrechung, bis zur Schieritzstraße herum.

Ausschnitte aus dem Kartenwerk „Histomap Berlin“: Ostseestraße und deren weitere Umgebung
Ostseestraße 1933 (Bild rechts unten)
Ostseestraße 1928 (Bild links unten)
Ostseestraße 1937 (Bild links unten)
Ostseestraße 1929 (Bild links oben)

### 1930er Jahre
Zwischen 1934 und 1937 errichtete man nach Planungen von Wilhelm Lindow das Wohnensemble an der Südseite des Ostseeplatzes zwischen Mandelstraße und Hosemannstraße. In Ziegelbauweise errichtet, besitzt es eine zum Ostseeplatz abnehmende Geschosshöhe. Südlich an die Erich-Weinert-Straße grenzend, die Bruno Taut als die Magistrale vorgesehen hatte, steigt die Geschosszahl zum Ostseeplatz auf sechs an. Mit der eingefügten grünen Innenfläche und zu den Kleingärten über den Ostseeplatz hinweg entstand eine angenehme Wohnanlage am Rande des Innenstadtbezirks.
Im Adressbuch 1936 ist die Ostseestraße auf der linken Seite von der Prenzlauer Allee lediglich mit Baustellen aufgeführt, auf der rechten Seite ebenfalls Baustellen bis Hosemannstraße, Ostseeplatz und Mandelstraße. Danach folgen zur Greifswalder Straße 116–124, deren Eigentümer die Volksfürsorge Stadt Berlin (Stadthaus Klosterstraße) ist. Für das Wohnhaus 126 mit 14 Mietern ist kein Eigentümer genannt.

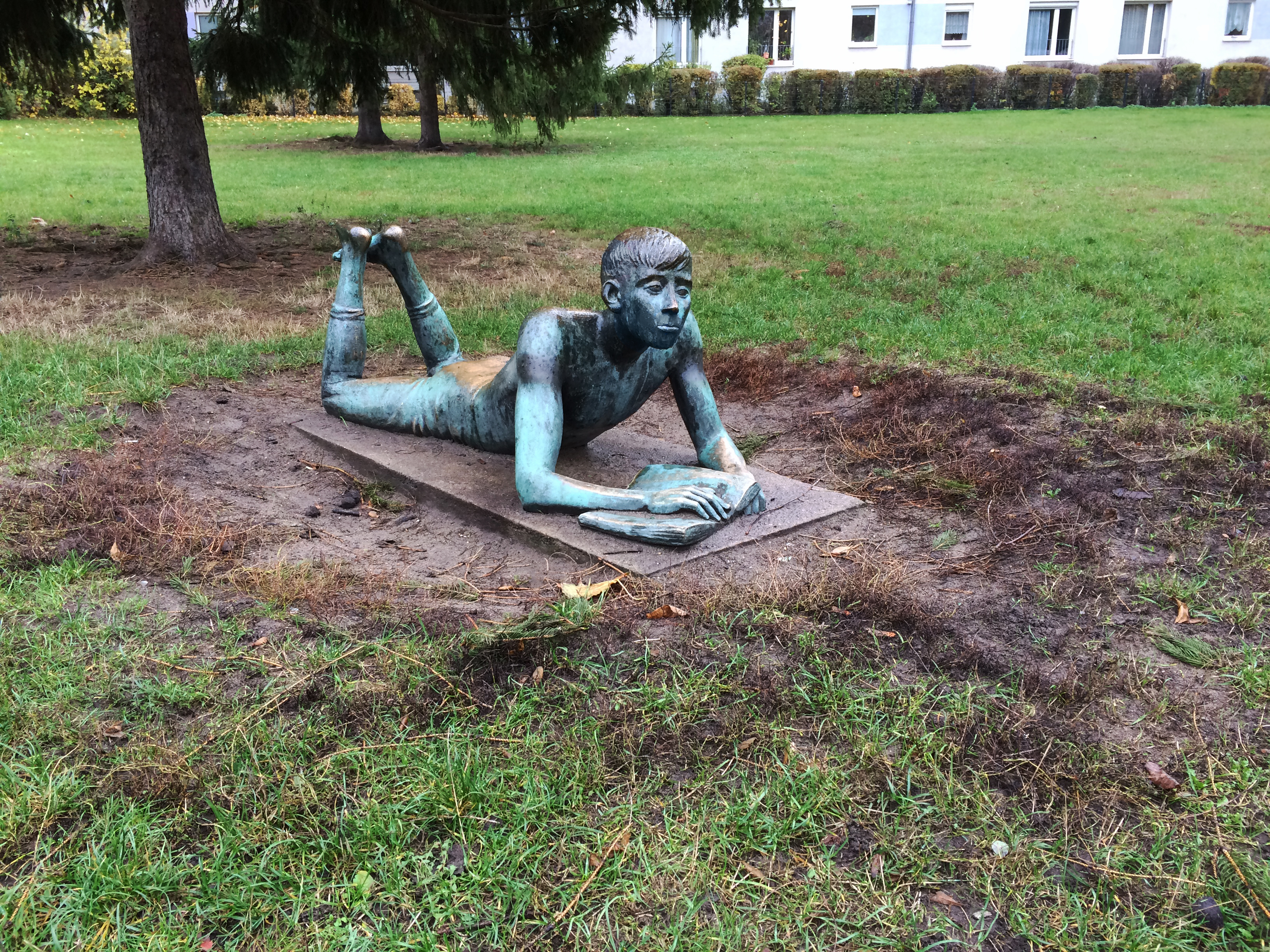
Die Plastik Lesender Knabe von Goettsche im Erich-Weinert-Park

An der Südostecke der Ostseestraße zur Prenzlauer Allee liegt ein Wiesengelände, das den Namen Erich-Weinert-Park hat. Es ist ein unbebautes Gelände von rund 9000 Quadratmetern. Neben der Erich-Weinert-Büste stehen mehrere Kunstobjekte hier. Nach 1940 wurde auf dieser Fläche ein Barackenlager für französische Kriegsgefangene eingerichtet. Hier Ostseestraße 12 in NO 55 bestand 1942 ein Lager für 350 Mann, mit 300 Personen belegt war es 1943 fertig. Es waren drei Mannschaftsbaracken und eine kleinere für die Wachmannschaft. Die Einrichtung gehörte der Fertigungsgerätebau GmbH (vormals: Schwartzkopf), die 1944 dem Kriegsschädenamt einen Schaden von 350.000 Mark wegen Feindeinwirkung am 19. Mai 1955 meldete. Der sachverständige Architekt schätzte den Schaden dann auf 210.000 Mark.
Im Adressbuch 1943 ist der Ostseeplatz, begrenzt von der Ostseestraße zwischen Hosemann- und Mandelstraße aufgeführt, seine Nordseite ist unbebaut. Hier befanden sich Schrebergärten, wobei das Gelände wie jenes bebaute südlich vom Platz der Katholischen Volkshilfe gehörte. Diese vormaligen Besitzstrukturen führten nach der politischen Wende zu Besitzirritationen für die (hier) in den 1950er Jahren erbauten Wohngebäude durch die Zugehörigkeit zur MfS-Wohnungsverwaltung und dem Übergang an die WIP, die landeseigene Wohnungsbaugesellschaft im Bezirk. 1943 ist die Ostseestraße auf der linken Seite zwischen Prenzlauer Allee und über die Roelckestraße hinweg mit Baustellen, aber zwischen Gubitz- (1941 ist Goethestraße angegeben) und Roelckestraße mit Neubauten. Auf der rechten Seite befinden sich (ab Flandernstraße, seit 1952: Sültstraße) auf den Grundstücken 28–58 (gerade) Acht-Parteien-Wohnbauten der Gemeinnützigen Siedlungs- und Wohnungsbaugesellschaft mbH. Zwischen Gubitz- und Hosemannstraße sind wiederum Baustellen angegeben. Unter Baustellen sind dabei parzellierte Grundstücke gemeint, die an Eigentümer vergeben sind aber unbebaut sind (Stand 2014: es findet noch kein Bau statt). Die östlich von der Hosemannstraße folgenden Wohnbauten ebenfalls mit je acht Mietern Nummer 84–106 (gerade) gehören der Katholischen Volkshilfe Gemeinnützige Versicherungs A. G. Grundstücksverwaltung. Dabei ist das Haus 84 mit der Hosemannstraße 21 und Haus 106 mit der Mandelstraße 9 verbunden, der Ostseeplatz wird hierbei als Querstraße aufgeführt. Zwischen Mandel- und Greifswalder Straße sind für die mit 11–14 Mietern besetzten Wohnhäuser 108–114 als Eigentümer Dr. J. Seifert aus Frohnau und als Verwalter G.Kley aus Pankow angegeben. Gefolgt von den Wohnhäusern 116–126 mit jeweils neun bis zwölf Mietern, deren Eigentümer die Gemeinnützige Siedlungs- und Wohnungsbauges. Bln. G.m.b.H. (SO 36, Kottbusser Straße 1) ist. Die Stadtkarte von 1946 führt die Ostseestraße zwischen Prenzlauer Allee zur Greifswalder Straße auf, über diese hinweg folgen Kleingärten. Nördlich vom Ostseeplatz besteht die Straße 31, östlich der Mandelstraße als Zillebekestraße (seit 1952 Cohnstraße) zur Greifswalder Straße. Südlich von Ostseeplatz/-straße zur Carmen-Sylva-Straße (seit 1954 Erich-Weinert-Straße) ist der Döblinweg (der verbliebene Ostabschnitt der Kuglerstraße, seit 1952 Schieritzstraße) zwischen Hosemann- und Greifswalder Straße aufgeführt.

### Nachkriegszeit und Sozialistischer Klassizismus
Der Vorstoß der Roten Armee im April 1945 erfolgte über die Hosemannstraße von Karow und Buch her. Nach Aussagen von damaligen Bewohnern bestand am Westrand des Ostseeplatzes ein Luftschutzbunker, der beim Vormarsch bekämpft wurde. Auch östlich des Ostseeplatzes bestand an der Nordseite der Straße eine Bunkeranlage, die bis zur Bebauung mit Gewerbegebäuden in den 1990er Jahren ungenutzt blieb.
Der Charakter der Straße wurde in den Nachkriegsjahren durch die Zugehörigkeit zum Ost-Berliner Stadtbezirk Prenzlauer Berg und damit zum Sowjetischen Sektor von Berlin beeinflusst. Die Auswirkungen durch den Baustil dieser Epoche zeigen die historische Abfolge der Baustile.

#### Nachkriegszeit

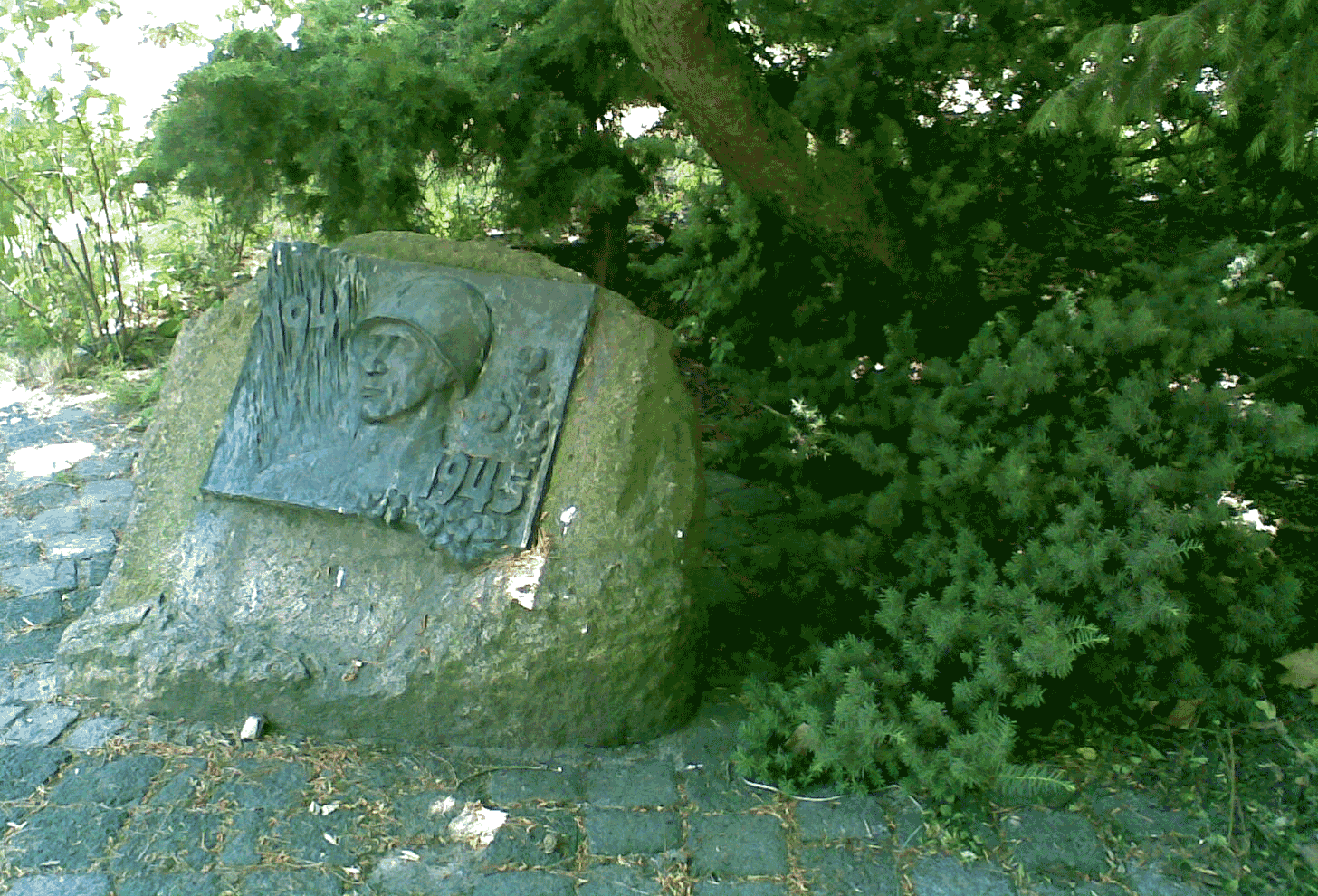
Gedenkplatte zum 40. Jahrestag des Kriegsendes

Einige Wohnhäuser aus der Vorkriegszeit in der Goethestraße waren durch zufällige Bombentreffer und einen Panzerkeil der Roten Armee im Mai 1945 zerstört worden. Dieser Vormarsch stieß entlang der Roelckestraße nach Süden vor und traf auf den Widerstand des Volkssturms, insbesondere auf Abwehrfeuer aus dem Luftschutzbunker an der (westlichen) Ecke Ostseeplatz.
Wegen der massiven Gebäudezerstörungen in den Innenbereichen Berlins wurden nach dem Zweiten Weltkrieg Baugrundstücke dringend benötigt. Die Stadtplaner legten dafür sowohl die Kleingärten nördlich der Ostseestraße als auch das Gelände zwischen Mandelstraße und Goethestraße nach Norden bis an das Weißenseer Gewerbegebiet in der Lehderstraße als Baufläche fest. Die Ruinen in der Goethestraße wurden enttrümmert und so Baufreiheit geschaffen.

#### Wohnungsbau

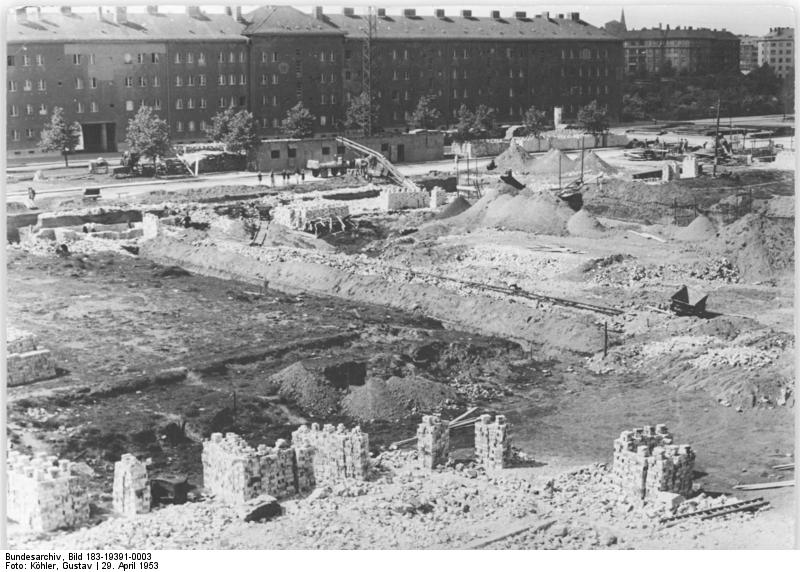
Aufbau 1953 (Wohnhäuser bis Goethestraße)

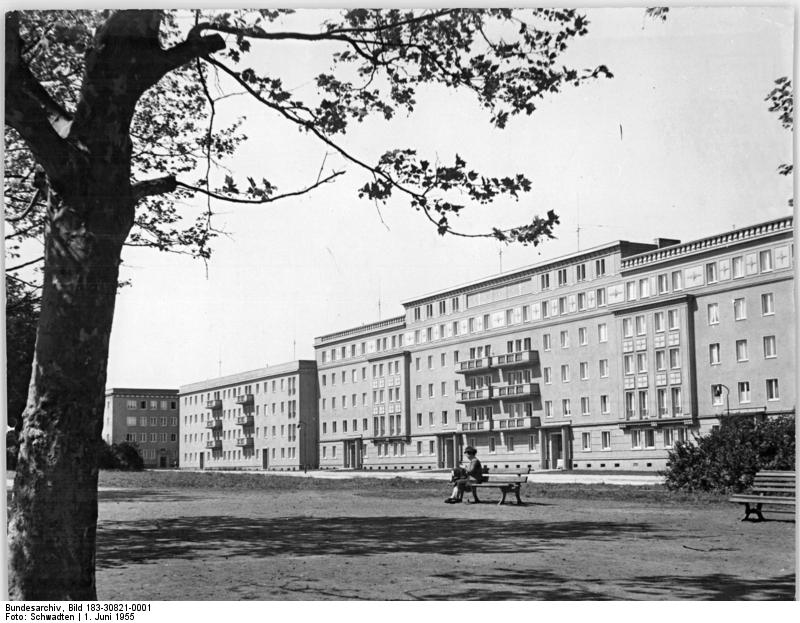
Wohnblocks Nordseite Ostseeplatz

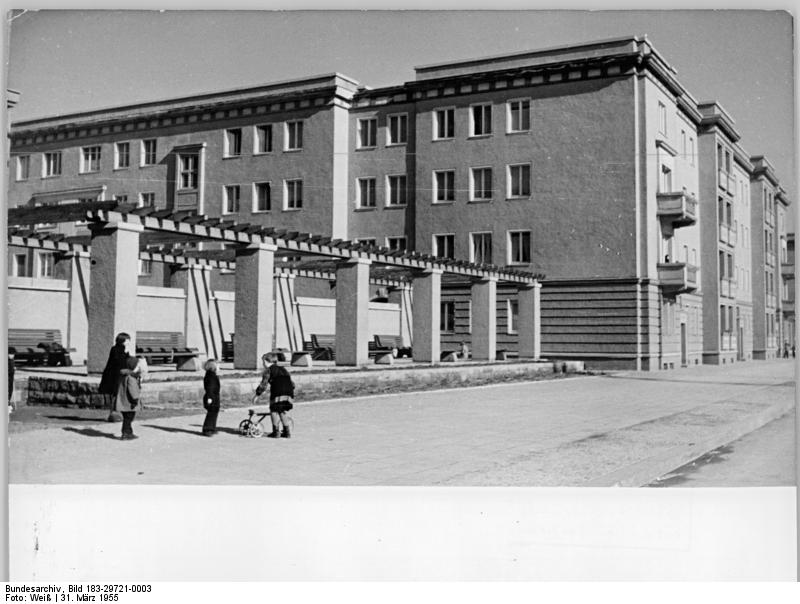
Bauten Ostseestraße 45 bis Goethestraße 2 (1955)

Auf dem Areal entstanden zwischen 1950 und 1955 drei- bis fünfgeschossige Wohnhäuser mit Ein- bis Vier-Raum-Wohnungen, die vom Architekten noch individuell entworfen waren. Es waren Bauten in herkömmlicher Ziegelbauweise – in der „Ein-Kalk–ein-Stein-Methode“. Mit den Bauten in der Paul-Grasse-Straße reicht dieses Quartier im Norden bis an die Ortsteilgrenze zu Weißensee. Anfang der 1950er Jahre kamen als Baumaterial abgeputzte Ziegel der Ruinen der Innenstadt zum Einsatz, ebenfalls geeignetes Material für Installationen der Wasserversorgung und Abwasserentsorgung aus dem Trümmerschutt. Der Bau an der Ostseestraße begann noch vor der bekannteren Stalinallee (seit der Entstalinisierung im Jahr 1961 Karl-Marx-Allee). Diese Neubaublocks nördlich der Ostseestraße waren 1955 vollendet.
Der Aufbau erfolgte unter Leitung von Hermann Henselmann im Baustil des Sozialistischen Klassizismus. Der Wohnkomfort der neuen Zeit, bezogen auf die Situation der 1920er Jahre, war bedeutsam. Breite Treppenhäuser, Bäder mit isoliertem Fußboden und Gimmicks wie Wäscherolle, Müllschlucker, Waschräume im Keller brachten Verbesserungen der Wohnqualität, eine klare Linienführung in der Architektur entsprach der Verfügbarkeit an Material und dem Zeitgeist.
Einerseits wurden Ideen von Bruno Taut aufgegriffen, wie diese im gegenüberliegenden Wohnkomplex umgesetzt waren. Andererseits begann die ideologisierte Ausrichtung im Bauwesen, wie dies an der Stalinallee genutzt wurde. In Abgrenzung zu „kapitalistischen Bauthesen“ in der noch nicht völlig geteilten Stadt war das Ziel „Komfort-Wohnungen für Arbeiter, wie sie vorher nur dem Bürgertum zugänglich waren“. Dringender Wohnungsbedarf bestand in allen Bezirken Berlins. Da nach dem Aufstand des 17. Juni 1953 in Ost-Berlin die staatlichen Organe der DDR gefestigt werden mussten, erfolgte der Zuzug von „zuverlässigen“ Staatsbürgern. Der neugebaute Block direkt am Ostseeplatz wurde deshalb von der Wohnungsverwaltung des MfS beansprucht und so bis 1990 genutzt.

#### Reparationsleistung und Ansiedlung von Industrie
An der Straße waren bis 1945 keine Industrie- oder Gewerbebetriebe vorhanden. Im Jahr 1959 wurde in der Ostseestraße zur Prenzlauer Promenade ein Betonwerk errichtet. Es war das erste seiner Art in Ost-Berlin und lieferte Betonplatten für den industriellen Typenbau. Zuvor war mit Ziegelgroßblöcken gearbeitet worden, die zentral aus normalen, meist enttrümmerten Ziegeln vorgemauert und auf der Baustelle mit dem Kran eingesetzt wurden. Diese Technologie erhöhte das Bautempo, um den Kriegsverlust im Wohnungsbestand konventionell aber schnell zu ersetzen. Nachdem von diesem Betonwerk keine nahe gelegenen Baustellen mehr zu versorgen waren, wurde es abgetragen und auf dieser Fläche ein Handels- und Versorgungsbetrieb für Rohrleitungen und andere Baudienstleistungen eingerichtet.
In den 1960er Jahren wurden mit den Betonblöcken aus dem Betonwerk Ostseestraße die ersten Typenbauten errichtet, sie entstanden bis zur Grenze zum damaligen Stadtbezirk Weißensee. Nördlich der Ostseestraße liegen diese Bauten an der Cohnstraße, die allerdings eine Stichstraße westlich der Greifswalder Straße blieb. Vom gleichen Typ sind die Häuser südlich der Erich-Weinert-Straße gegenüber der Ballettschule.

### Wohnungsbauprogramm der 1970er Jahre
Der Lückenschluss nördlich der Ballettschule zwischen Hosemann- und Gubitzstraße, vormals KGA Ostsee, erfolgte mit fünfgeschossigen Wohnungsbauten des Typs Q3A. Damit begann die industrielle Bauweise für Wohnbauten in dieser Straße. Der Q3A-Typ hatte innen liegende Bäder mit WC als Nasszelle, eine Kochküche. 
Das Betonwerk Ostseestraße belieferte auch Typenbauten auf der Nordseite der Michelangelostraße in Verlängerung der Ostseestraße. Hier wurden Wohnbauten des neu entwickelten Typs QP64 errichtet. Südlich der Ostseestraße bis an die Einsteinstraße blieben die Kleingärten zunächst erhalten. Gleiche Wohnbauten entstanden entlang der Prenzlauer Allee stadteinwärts westlich der Taut-Siedlung. Ein erhaltener Vertreter der beabsichtigten Ensemblebildung ist die Poliklinik in der Prenzlauer Allee (Ärztehaus Greifswalder Straße 122). Für diese medizinische Einrichtung wurden bis dahin noch unbebaute Flächen am Rand der Wohnstadt Carl Legien genutzt. Die vorhandene Infrastruktur in Prenzlauer Berg-Nord verhinderte die Tristesse einer „Schlafstadt“, auch als mit dem Wohnungsbau-Programm die nächste Bauphase folgte. Weitere Bauten des gleichen Typs befinden sich in der Nähe, etwa in der Wisbyer Straße. Alle diese Bauten lagen am Rande von Prenzlauer Berg, da im Inneren des Bezirkes nur Lückenbauten möglich waren.
Ein weiteres Ärztehaus entstand nordöstlich der Kreuzung hinter den Wohnbauten. Der noch 1970 bestehende Wohnungsmangel führte zu weiteren Bauaktivitäten an der östlichen Seite der Greifswalder Straße, hier errichtete man zwei Wohngebäude des Typs QBP55 mit jeweils vier Eingängen zu zehn Etagen. Dahinter wurde eine weitere Poliklinik zur medizinischen Versorgung des Gebietes erbaut, ähnlich der 1,5 Kilometer entfernten an der Prenzlauer Allee.

#### Private Diskothek in den 1980er Jahren
In der Roelckestraße nahe der Ostseestraße, in den Gewerbebauten südlich des Weißenseer Gründerviertels existierte zu DDR-Zeiten die einzige privat betriebene Diskothek. Untergebracht war diese „privatwirtschaftliche Einrichtung im real existierenden deutschen Sozialismus“ in einem leerstehenden Gewerbeflachbau. In das Betriebsgelände dieses Unternehmens war die Streustraße einbezogen. Bedarf für solche Kultureinrichtung bestand und sie wurde gut angenommen. Durch Besuch von Funktionären und Diplomatennachwuchs war sie eine nachrichtendienstliche Spielwiese für Anbahnungen von Kontakten durch das MfS.
Mit der politischen Wende kam durch die städtische Randlage und eine zur Planwirtschaft orientierte andere Ökonomie für die Harmonie-Bar zwar ein Umsatzeinbruch, aber nicht das Aus der Einrichtung.

### Nachwendezeit

#### Veränderung der Verkehrsströme zur Ost-West-Tangente und die Folgen

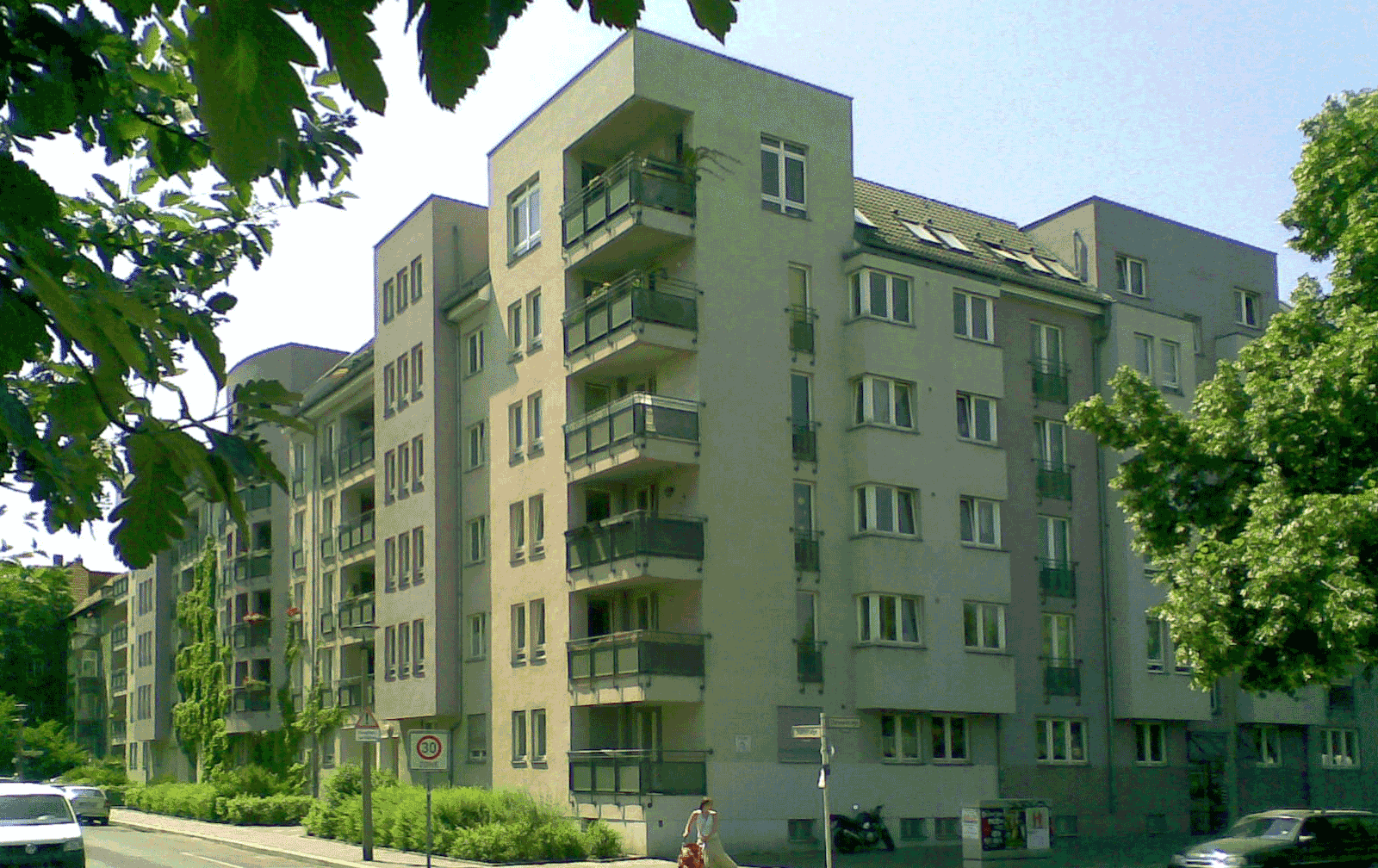
Bauten der Nachwendezeit ergänzen die denkmalgeschützten Fassaden der Ostseestraße

Bis 1990 führte die Ostseestraße als Hauptverkehrsstraße den Verkehr zwischen Pankow und den Nordost-Stadtbezirken. Mitte der 1970er Jahre wurde die Prenzlauer Allee über den Nordzubringer an den Berliner Autobahnring angeschlossen. Diese brachte nur eine geringe Erhöhung der Verkehrsdichte durch den Querverkehr nach Lichtenberg. Mit dem Fall der Mauer wurde die Ostseestraße wieder Teil des Straßenringes.
In der Nacht des Mauerfalls am 9. November 1989 und noch geraume Zeit danach reichten die Autoschlangen der nach Westen drängenden Ost-Berliner im Rückstau vom Grenzübergang Bornholmer Straße über das vier Kilometer entfernte Ende der Ostseestraße hinaus.
Der Ost-West-Verkehr, der seither stark zugenommen hat, führt zu starkem Straßenlärm. Im Lärmkataster ist die Straße als „laut“ eingetragen und im Mietspiegel herabgestuft. Die begrünten Innenräume der östlich der Greifswalder Straße gelegenen WP70-Blöcke bieten eine ruhigere Stadtlage. Die Michelangelostraße führt den gesamten Ringverkehr nach Osten über die Storkower Straße ab. Durch die Straßenlage ist es hier laut Lärmkataster ruhiger. Wegen der 1987 gescheiterten Schließung des Ringes nördlich der Oderbruchkippe weicht der Querverkehr auf dieser Trasse dem ortsverlassenden Verkehr durch das Ortsteilzentrum von Weißensee aus.
Die Ostseestraße, zuletzt 1980 mit einer neuen Asphaltdecke auf dem östlichen Abschnitt bis zur Roelckestraße versehen, wurde zugleich in der eckigen Straßenführung im Bereich des Ostseeplatzes entschärft und die Rasenränder am Platz selbst verändert. Das seit 1990 stark erhöhte Verkehrsaufkommen machte eine dringende Komplettsanierung dieser Ringstraße notwendig. Die Kreuzung Ostsee- /Ecke Greifswalder Straße hatte 1976 durch Neubauten eine verbesserte Straßenführung durch eine zweite Fahrbahn bis zur Kniprodestraße erfahren. Um 2000 erhielt diese Kreuzung im Zusammenhang mit der Erneuerung der Straßenbahntrasse bis Weißensee eine neu Asphaltdecke. 2008 wurde die Kreuzung Ostseestraße / Ecke Prenzlauer Allee neu gestaltet, um den zunehmenden Verkehr von und zur Autobahn zu erleichtern. Weitere in Angriff genommene Sanierungsvorhaben mussten in den 2010er Jahren durch fehlende Finanzmittel ausgesetzt werden. Lediglich die westlich anschließende Wisbyer Straße, die teilweise noch Pflaster als Straßenbelag hatte, wurde in den Jahren 2007–2009 einschließlich des Unterbaus saniert.
Im Jahr 2009 befand sich der weiter östliche Ringausbau der Bundesautobahn 100 zwischen Neukölln und der Lichtenberger Frankfurter Allee in der vorbereitenden Bauphase. Die Umgestaltung der Trasse zwischen Seestraße, über Ostseestraße, vorbei am Volkspark bis zur Frankfurter Allee zu einer definierten Autobahn verbleibt in der Diskussion. Die Mittelpromenaden beidseits von jeweils zwei- bis dreistreifigen Fahrbahnen eingefasst bieten eine Straßenbreite von 50 Metern.
Die von Hobrecht vor über 100 Jahren geplante Mittelpromenade sollte den Parkcharakter eines Boulevards begünstigen. Straßenlärm und Platz für ruhenden Verkehr formten Parkflächen mit Bepflanzungen durch Sträucher und Hecken und befestigte Ablageflächen für Baumaterial. Zwischen Ostseeplatz und Greifswalder Straße stehen noch zwei Reihen Platanen und der Ostseeplatz hat einen mittlerweile 50-jährigen Kastanienbestand. Erholungs- oder gar Promenadenwege sind es nicht.

#### Schließung der restlichen Baulücken
In den 1990er Jahren wurden verbliebene Bebauungsflächen für den Nachwende-Bauboom genutzt. Wohnhäuser, Ecke Sültstraße, vollendeten die südliche Bebauung zur Prenzlauer Allee und bieten die Ergänzung für die Änderungen im Wohnungsbaustil des 20. Jahrhunderts. Angrenzend zur Prenzlauer Allee verblieb eine Naherholungs- und Grünfläche, Erich-Weinert-Park benannt.

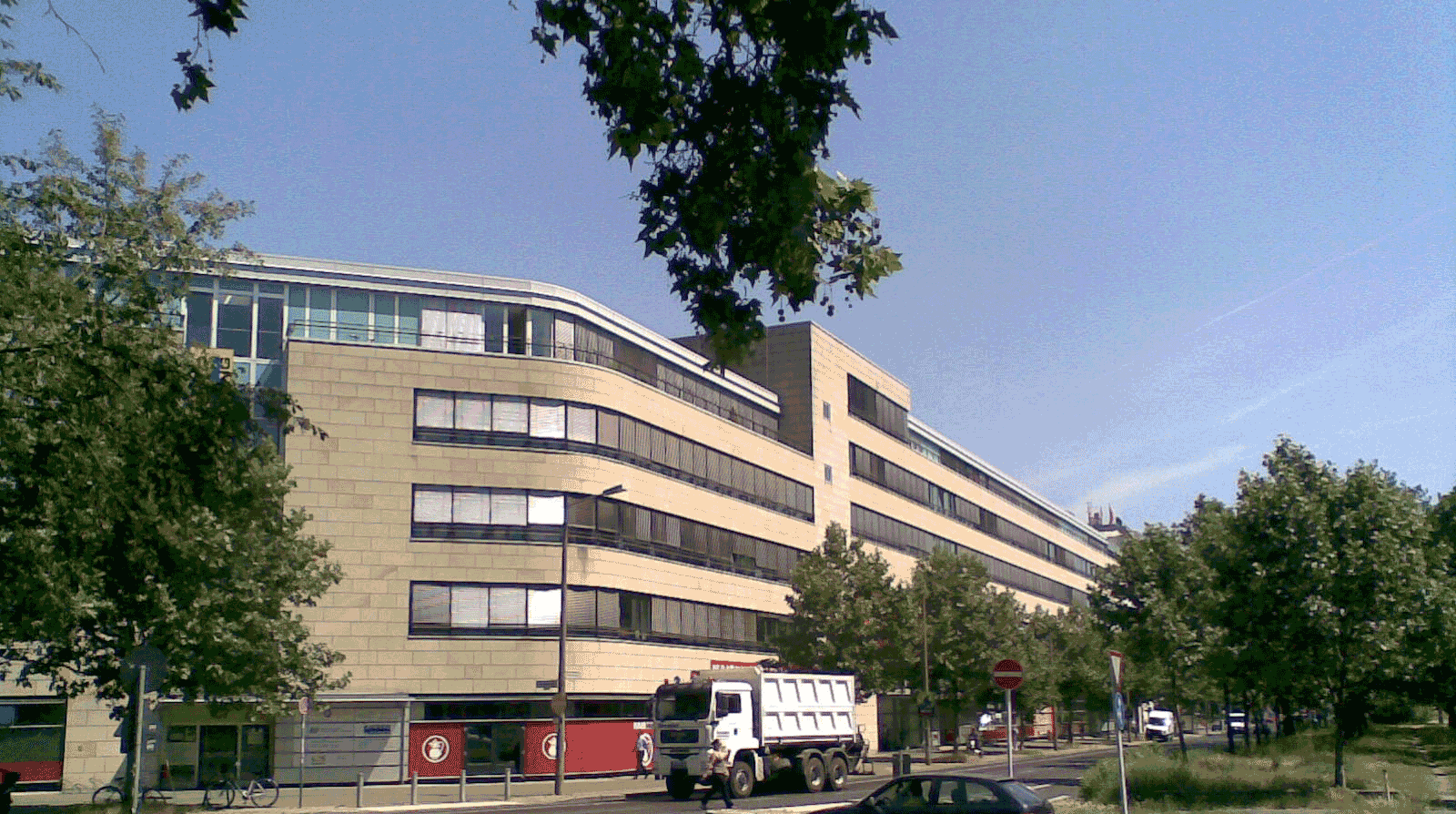
Geschäftsbau aus dem Jahr 2002

Von 2000 bis 2002 wurde auf der nördlichen Straßenseite zwischen Mandelstraße und Greifswalder Straße ein Geschäftsbau mit Supermarkt, Baumarkt und Büroräumen errichtet. Der in den 1980er Jahren aufgebaute Industriebetrieb zur Produktion von Vergasern für den gesamten RGW wurde nach der politischen Wende von einem Filter- und Motorenkomponentenhersteller aus dem westfälischen Münster übernommen und wurde noch als Zweigstelle betrieben. Die vorhandenen Gebäude wurden im Jahr 2000 größtenteils abgebaut, die letzte Halle im Jahr 2022 abgerissen. Es verblieb nach dem Flächennutzungsplan 2004 eine gemischte Baufläche M2. Beim Neubau des Geschäftsbaus wurde ein unterirdische Bunker aus der Kriegszeit abgebrochen, der 1982 beim vorhergehenden Industriebauvorhaben noch überbaut worden war.
Andere Areale entlang der Straße sind durch den Flächennutzungsplan Wohnbauflächen als W2, mit einer Geschossflächenzahl GFZ bis 1,5 markiert. Insofern eine Änderung die Bebauung eingeschränkt oder je nach Sichtweise ist der Bestand – auch durch den Denkmalstatus – geschützt.
Im Jahr 2000 wurde die Gewerbefläche von 320 Hektar am westlichen Ende der Straße zwischen Prenzlauer Promenade bis zur Goethestraße einschließlich der Kleingartenanlage vom Bezirksamt Prenzlauer Berg für die Wohnbebauung vorgesehen. Bis dahin befand sich hier das zuletzt stillgelegte Betriebsgelände der PGH Leitungsbau. Änderungen in den Förderrichtlinien im Jahre 2000 verringerten die „Nutzungswilligkeit“ von Investoren für diese Fläche. Diese letzte Baureservefläche ist nach 100 Jahren Straßengeschichte seit 1913 zwar durch Bauten von Handelsunternehmen belegt, Nutzungswechsel sind damit möglich geblieben.

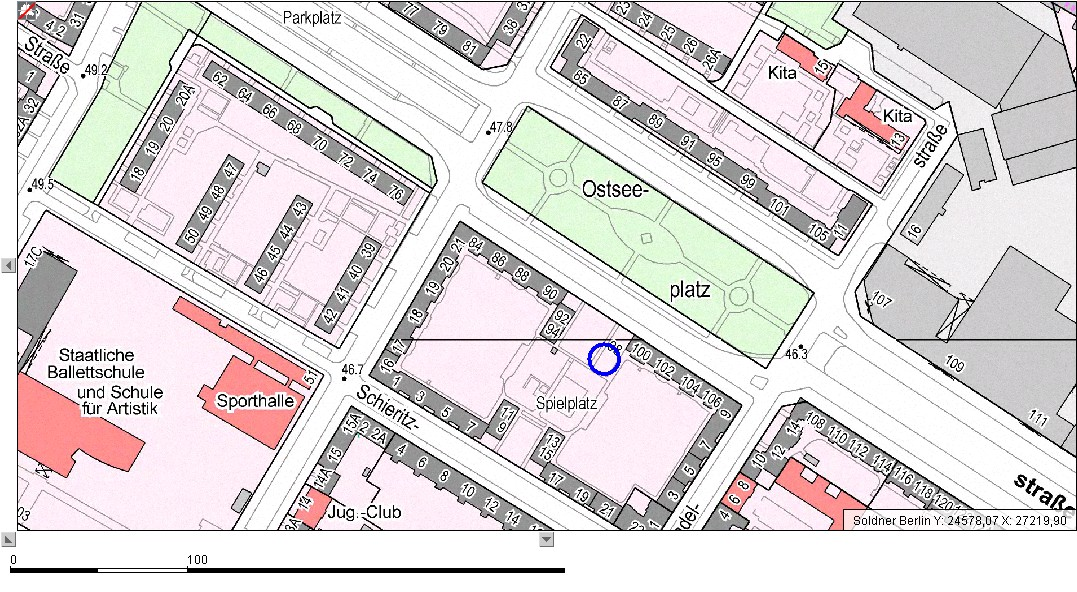
Bausituation Ostseestraße 98

Schließlich bestand im Jahr 2013 noch eine Baulücke. An der Südseite des Ostseeplatzes befand sich neben dem Wohnhaus 100 ein Grünbereich mit Zugang zum Innenhof der Wohnumbauung. Auf dem Freiraum wurde 2013/2014 ein dreigeschossiger Wohnhausneubau errichtet. Dieser Neubau 98 auf vorher unbebauter Fläche ergänzt symmetrisch das an Nummer 90 bereits bestehende Wohnhaus 92/94 mit zwei Eingängen.

## Wegweiser und Straßennamensgebung

### Parallel- und Querstraßen
Zur Orientierung des vorgenannten sind die kreuzenden und abzweigenden Straßen im Laufe der Ostseestraße von West nach Ost aufgeführt.
- Auf der Bornholmer Straße verläuft der Ring von der Seestraße kommend.
- Wisbyer Straße folgt ab der Straßenkreuzung Schönhauser Allee
- Mit der Prenzlauer Allee (südlich) / Prenzlauer Promenade (nördlich) beginnend heißt der Straßenzug des Ringes
- Ostseestraße. Diese wird gekreuzt von
  - Sültstraße (nach Süd),
  - Goethestraße (nach Nord),
  - Gubitzstraße,
  - Hosemannstraße (auch parallel auf die Länge des Ostseeplatzes),
  - Mandelstraße
- Greifswalder Straße im Zuge der B 2 kreuzt die Trasse und der Ring setzt sich mit der
- Michelangelostraße fort. Der Ring endet derzeit mit der querenden
- Kniprodestraße, eine Weiterführung des Ringes wäre auf der Plantrasse durch die Kleingartenanlagen ‚Neues Heim‘, ‚Grönland‘ und ‚Am Volkspark Prenzlauer Berg‘ südlich am Jüdischen Friedhof und nördlich vom Volkspark Prenzlauer Berg möglich.

Die Trassenfreihaltung durch die Kleingartenflächen ist nicht angegeben. Eine „Übergeordnete Hauptverkehrsstraße“ ist im Flächennutzungsplan (FNP-Stand: Mai 2014) in der Fortsetzung von Ostsee-/Michelangelostraße an der (BSR-)Gewerbefläche nach Osten als „Fläche mit gewerblichen Charakter (Abfall, Abwasser)“ gezogen, also auf dem (KGA-)Hauptweg nördlich der KGA ‚Neues Heim‘. Vom Ende dieser geht die Trasse schräg an den Rand des Jüdischen Friedhofs und in den Bezirk Lichtenberg um die KGA ‚Langes Höhe‘ weiter zum Weißenseer Weg gegenüber der „Gemeinbedarfsfläche mit hohem Grünanteil (Sport, Hochschule) [und] Grünfläche (Sport)“ (Sportforum Hohenschönhausen) eingetragen. Die Kleingärten erhielten Bestandsschutz, sodass für absehbare Zeit der südliche Verkehrsstrom um Weißensee neben der Grellstraße auch Ostsee- in die Michelangelostraße zur Landsberger Allee über die Kniprodestraße dem Volkspark Prenzlauer Berg ausweicht.

### Flächennutzungsplan und statistisches Gebiet
Im FNP sind die U-Bahn-Planung (FIII) im Zuge der Greifswalder Straße und der Schulstandort (OSZ) an der Mandelstraße angegeben. Eine Sonderfläche (Weltkulturerbe) mit der Ostseestraße (Straßenland einbezogen) zwischen Sült- und Hosemannstraße gilt der Carl-Legien-Siedlung. Diese Fläche reicht südlich der Erich-Weinert-Straße bis an die Prenzlauer Allee, darin Schul- und Sportstandort nahe der Hosemannstraße (Ballettschule). Die Ostseestraße ist mit Wohnbaufläche (GFZ bis 1,5) umgeben, ausgenommen die Nordseite zwischen Mandelstraße und Greifswalder Straße als gemischte Baufläche (M2).
Die Grundstücksnummerierung erfolgt in Orientierungsnummerierung: Nordseite ungerade, Südseite gerade. So ergibt sich folgende Aufteilung, die auch der Bebauung entspricht
- Statistisches Gebiet 107
  - Nordseite
    - Prenzlauer Promenade bis Goethestraße (Block 107044): 1, 3, 5, 23, 25, 27
    - Goethestraße bis Gubitzstraße (Block 107046): 41, 43, 45, 47, 49
    - Gubitzstraße bis Roelckestraße (Block 107048): 61, 63, 65, 67, 69, 71, 73, 75, 77, 79, 81

  - Südseite
    - Prenzlauer Allee bis Sültstraße (Block 107049): 2, 8, 10, 12, 14, 16, 16a, 18, 20, 22, 24, 26, 26a
    - Sültstraße bis Gubitzstraße (Block 107050): 28, 30, 32, 34, 36, 38, 40, 42, 44, 46, 48, 50, 52, 54, 56, 58
    - Gubitzstraße bis Hosemannstraße (Block 107055): 62, 64, 66, 68, 70, 72, 74, 76
- Statistisches Gebiet 108
  - Nordseite
    - Ostseeplatz (Block 108002): 85, 87, 89, 91, 95, 99, 101, 105
    - Mandelstraße bis Greifswalder Straße (Block 108003): 107, 109, 111, 113

  - Südseite
    - Ostseeplatz (Block 108006): 84, 86, 88, 90, 92, 94, 98, 100, 102, 104, 106
    - Mandelstraße bis Greifswalder Straße (Block 108007): 108, 110, 112, 114, 116, 118, 120, 122, 124, 126, 106

### Straßennamen und Lagen
Die Sültstraße führt in die Wohnstadt Carl Legien und ist nach dem Gewerkschaftsführer Wilhelm Sült benannt. Gubitz, Hosemann und Mandel waren Künstler die in Berlin tätig waren. Die Bekanntheit von Michelangelo und Goethe kann als weltweit gelten. Mit Kniprode ist der Hochmeister des Deutschen Ordens namensgebend für diese Straße. Die beiden die Ostseestraße begrenzenden Ein- und Ausfallstraßen von Berlin ins Umland nach Norden haben die Zielpunkte Prenzlau und Greifswald. Die westlich anschließenden beiden Straßenzüge gehören zum Nordischen Viertel mit Straßennamen skandinavischer Städte.
Anzumerken ist die Herkunft der bereits erwähnten Zillebekestraße im Zuge der Cohnstraße. Zillebeke ist ein Ort in Westflandern, der im Ersten Weltkrieg an der Westfront im Kampfbereich der Ypernschlacht lag. Die Carmen-Sylva-Straße benannt nach dem Pseudonym der rumänischen Königin wurde 1954 in Erich-Weinert-Straße benannt. Der auf der 1946er Karte vorgeschlagene Name der Schieritzstraße als Döblinweg – wohl nach dem Gewerkschafter Emil Döblin – wurde für die Zeebrüggestraße jedoch nicht übernommen. Der Döblinweg ist der verbliebene östliche Abschnitt der durchgehend geplanten Kuglerstraße. Zeebrügge ist ein belgischer Ort, der in der Flandernschlacht des Ersten Weltkriegs eine Rolle spielte. Die bis 1946 geltenden Straßennamen der während der NS-Zeit als Flandernsiedlung geführten Bruno-Taut-Siedlung sind in der Straßenliste des Ortsteils erläutert. Für die Namensgebung in der Flandernsiedlung gab es seit dem Jahresende 1945 Vorschläge zur Umbenennung, die allerdings 1952 nicht alle bestätigt wurden.
| Straßenname           | Lage parallel Ostseestraße östlich Prenzlauer Allee                        | 1925                          | 1932                                           | 1943                                           | 1946                                          | 1955                                        | Fortsetzung nach Ost über Greifswalder Straße bzw. Nord (Weißensee, Lehderstraße) |
| --------------------- | -------------------------------------------------------------------------- | ----------------------------- | ---------------------------------------------- | ---------------------------------------------- | --------------------------------------------- | ------------------------------------------- | --------------------------------------------------------------------------------- |
| Ostseestraße          | zentrale Hauptstraße Ostseesplatz                                          | Ostseestraße                  | > Ostseestraße                                 | > Ostseestraße                                 | > Ostseestraße                                | > Ostseestraße                              | Straße 40a XIII (1925) Straße 135 (1921)                                          |
| Georg-Blank-Straße    | parallel: 1. zwischen Gubitz- und über Sültstraße                          | **                            | Dißmannweg Prenzlauer Allee bis Hosemannstraße | Hollebeckweg Prenzlauer Allee bis Gubitzstraße | Dissmannweg Prenzlauer Allee bis Gubitzstraße | Georg-Blank-Straße                          | **                                                                                |
| Schieritzstraße       | parallel: 2. zwischen Gubitz- und Greifswalder Straße                      | Kuglerstraße                  | Döblinweg bis Hosemannstraße                   | Zeebrüggestraße bis Hosemannstraße             | Döblinweg bis Hosemannstraße                  | Schieritzstraße bis Hosemannstraße          | Straße 14a XIII (1925)                                                            |
| Lindenhoekweg         | parallel: 2. zwischen Sült- und Sodkestraße                                | Kuglerstraße                  | **                                             | Lindenhoekweg                                  | unbenannt                                     | Lindenhoekweg                               | **                                                                                |
| Erich-Weinert-Straße  | parallel: 3.                                                               | Carmen-Sylva-Straße           | > Carmen-Sylva-Straße                          | > Carmen-Sylva-Straße                          | > Carmen-Sylva-Straße                         | Erich-Weinert-Straße                        | Meubrinckstraße (1925 bis 1946)                                                   |
| Küselstraße           | parallel: 4. zwischen Sült- und Gubitzstraße                               | Zelterstraße                  | Silberschmidt-Weg                              | Langemarckstraße                               | Silberschmidtweg                              | Küselstraße                                 | **                                                                                |
| Rietzestraße          | parallel: 4. zwischen Hosemann- und Naugarder Straße                       | Zelterstraße                  | Drunselweg                                     | Pilckemstraße                                  | Drunselweg                                    | Rietzestraße                                | keine Fortsetzung (1925)                                                          |
| Grellstraße           | parallel: 5.                                                               | Grellstraße                   | > Grellstraße                                  | > Grellstraße                                  | > Grellstraße                                 | > Grellstraße                               | jenseits Greifswalder Straße als Storkower Straße                                 |
| (westlich) Sültstraße | unbenannter Verlauf bis Weinertpark                                        | **                            | Silberschmidt-Weg                              | Dixmuidenweg                                   | Silberschmidtweg                              | Lehmannstraße                               |                                                                                   |
| Sültstraße            | westlichste Querstraße zwischen Ostsee- und Küselstraße                    | (~ Straße 22b XIII)           | Massinistraße                                  | Flandernstraße                                 | Massinistraße                                 | Sültstraße                                  | (~ Goethestraße)                                                                  |
| Goethestraße          | Querstraße nordwärts Ostseestraße bis in den OT Weißensee                  | (~ Straße 22b XIII)           | **                                             | Straße 22b                                     | Goethestraße                                  | Goethestraße                                | 1925: als Straße 22b                                                              |
| Trachtenbrodtstraße   | 2. Querstraße zwischen Küselstraße und Lindenhoekweg                       | (~ Straße 22b XIII)           | Elmstraße                                      | Ypernstraße                                    | Elmstraße                                     | Trachtenbrodtstraße                         |                                                                                   |
| Sodkestraße           | 3. Querstraße zwischen Küsel- und Georg-Blank-Straße                       | **                            | Jäckelstraße                                   | Kemmelweg                                      | Jäckelstraße                                  | Sodkestraße                                 |                                                                                   |
| Gubitzstraße          | 4. Querstraße zwischen Bahn bis an OT Weißensee                            | Gubitzstraße bis Lehderstraße | Gubitzstraße bis Ostseestraße                  | Gubitzstraße bis Lehderstraße                  | Gubitzstraße weiter als Friesickestraße       | Gubitzstraße bis Lehderstraße               | Friesickestraße                                                                   |
| Preußstraße           | 5. Querstraße kurze Sackgasse ab Grellstraße                               | **                            | Segitzstraße                                   | Bixschootestraße                               | Segitzstraße                                  | Preußstraße                                 | 1925 zum Lisztplatz                                                               |
| Hosemannstraße        | 6. Querstraße zwischen Grellstraße und OT Weißensee                        | Hosemannstraße                | Hosemannstraße                                 | Hosemannstraße Roelckestraße ab Ostseeplatz    | Hosemannstraße Roelckestraße ab Ostseeplatz   | Hosemannstraße Roelckestraße ab Ostseeplatz | 1925 in Weißensee weiter: Roelckestraße                                           |
| Mandelstraße          | 7. Querstraße zwischen Schieritz- und über Ostseestraße                    | Mandelstraße bis Weißensee    | Mandelstraße                                   | Mandelstraße                                   | Mandelstraße                                  | Mandelstraße                                | 1925 in Weißensee: Wilhelmstraße                                                  |
| Naugarder Straße      | schräglaufend Greifswalder/Grellstraße bis Hosemann-/ Erich-Weinert-Straße | Naugarder Straße              | Naugarder Straße                               | Naugarder Straße                               | Naugarder Straße                              | Naugarder Straße                            |                                                                                   |
| Paul-Grasse-Straße    | nördlich parallel zwischen Hosemann- und Goethestraße                      | **                            | **                                             | **                                             | **                                            | noch unbebaut                               | 1955 unbebautes Karree: Lehder-, Hosemann-, Küsel-/Rietze-, Gubitzstraße,         |
| (Spielstraße)         | parallel nördlich vom Wohnblock Ostseeplatz                                | **                            | **                                             | Straße 319                                     | Straße 31                                     | (unbezeichnete Hofstraße)                   |                                                                                   |
| Cohnstraße            | parallel nördlich: Sackgasse ab Greifswalder                               | unbenannt                     | unbebaut                                       | Zillebekestraße                                | Zillebekestraße                               | Cohnstraße                                  |                                                                                   |

## Denkmalstatus

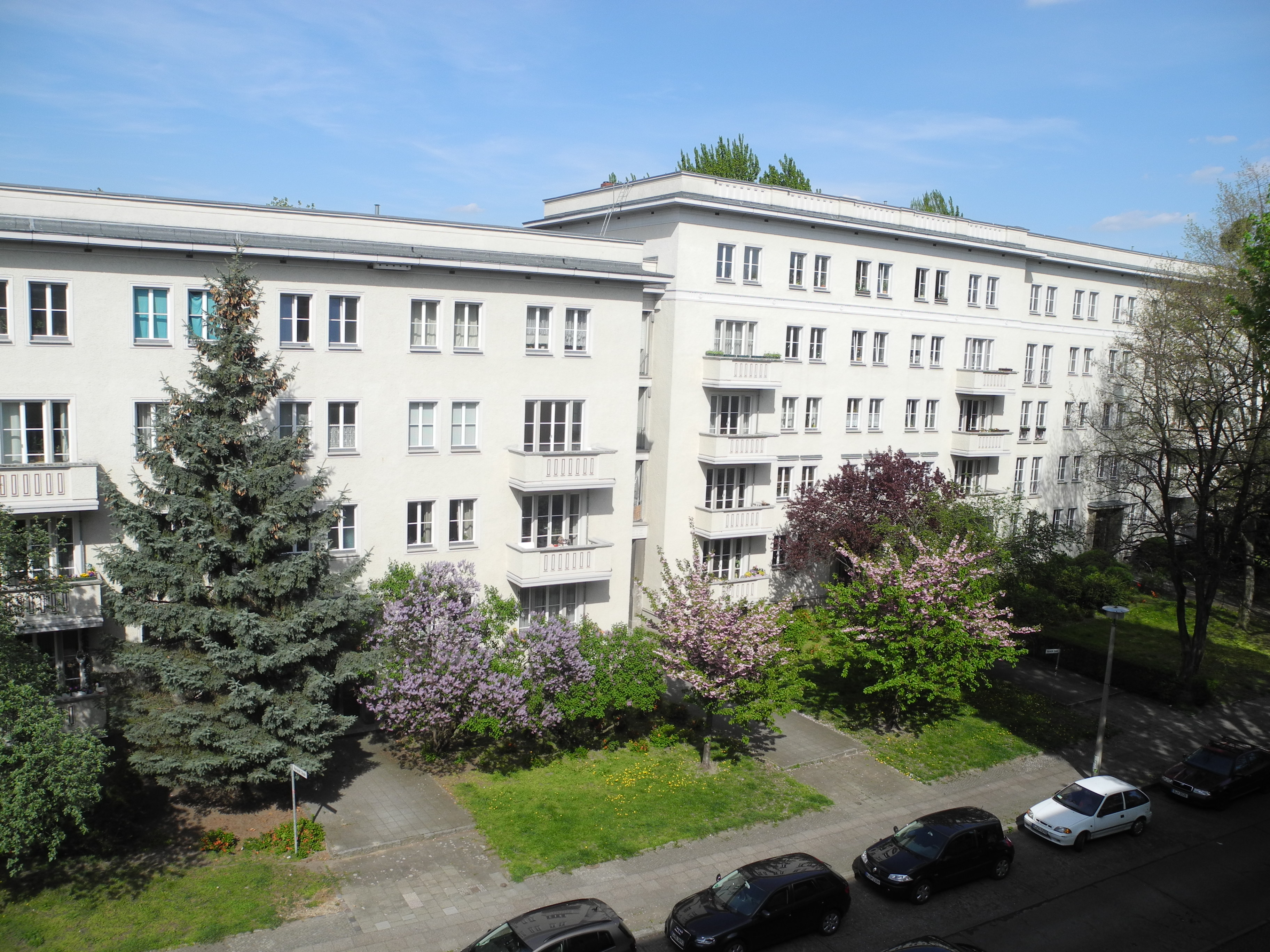
Denkmalgerecht sanierte Bauten in der Paul-Grasse-Straße, 2015

- In der Ostseestraße stehen Bauwerke nebeneinander, die das gesamte 20. Jahrhundert repräsentieren. Für das Gebiet der Ostseestraße, einschließlich des südlich angrenzenden Gebietes bis zum S-Bahn-Ring (Grellstraße), wurde von der BVV Pankow am 17. September 2003 gemäß § 172 Abs. 1, Satz 1 Nr. 1 des BauGB eine Erhaltungsverordnung[43] beschlossen: Erhaltung der städtebaulichen Eigenart des Gebiets Ostseestraße/Grellstraße.[44]
- Die Wohnanlage im nördlichen Straßenzug aus den 1950er Jahren steht in der Berliner Denkmalliste als Baudenkmal.[45] Hierzu gehören die Häuser der Paul-Grasse-Straße bis an die Grenze zum Ortsteil Weißensee. Der Gesamteindruck der Außenansicht ist geschützt. Diese Bauten entstanden unter der Leitung des Stadtarchitekten Hermann Henselmann, der auch die Bauleitung der Stalinallee hatte.[46] Die um 2000 ausgeführte grüne Außenfassade der Häuser in der Ostseestraße 20–59 waren ein Verstoß gegen diesen Denkmalstatus. Bei der Sanierung in der Paul-Grasse-Straße wurden daraufhin für die Außenfassaden Putztöne in Beige gewählt. Für die Häuser an der Nordseite vom Ostseeplatz verzögerte sich die Sanierung durch die Gewobag, da seit 2005 Rückforderungsansprüche durch private Alteigentümer auf Grund und Boden erhoben wurden. Die Eigentumsrechte waren beim Bau der Wohnhäuser Anfang der 1950er Jahre übergangen worden. Im Jahr 2014 erfolgte schließlich die denkmalgerechte Sanierung. Sie wurde durchgeführt. Die vom Denkmalstatus nicht erfasste teilweise noch vorhandene Ofenheizung wurde ersetzt.[47]
- Ein weiterer Eintrag in dieser Liste gilt der oben erwähnten Wohnanlage von Fedler & Kraffert mit der Schule von Hoffmann.[48]

## Kunst im Straßenraum

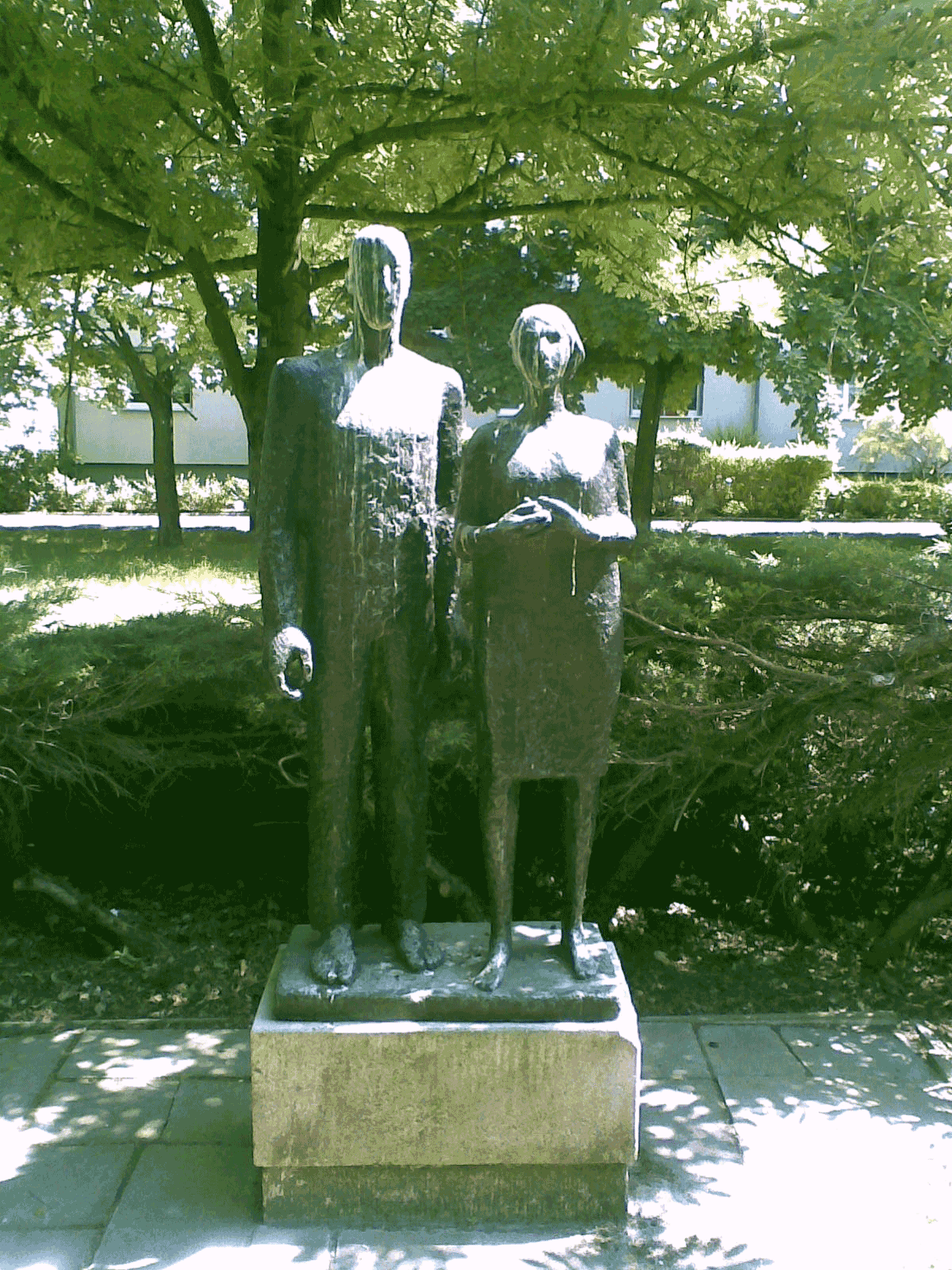
Plastik Stehendes Paar von Sabina Grzimek

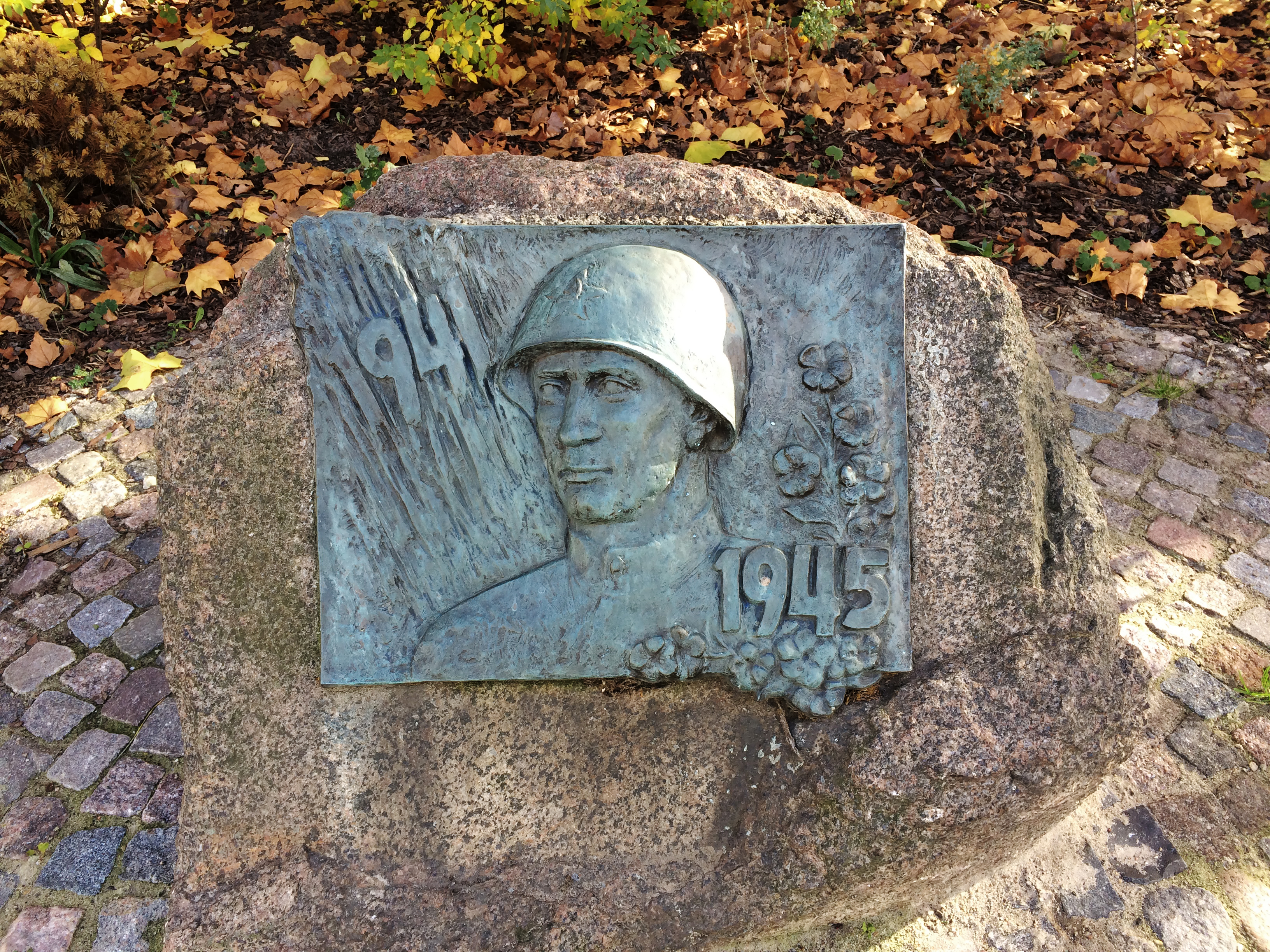
Findling mit dem Bronzerelief zur Erinnerung an die Befreiung

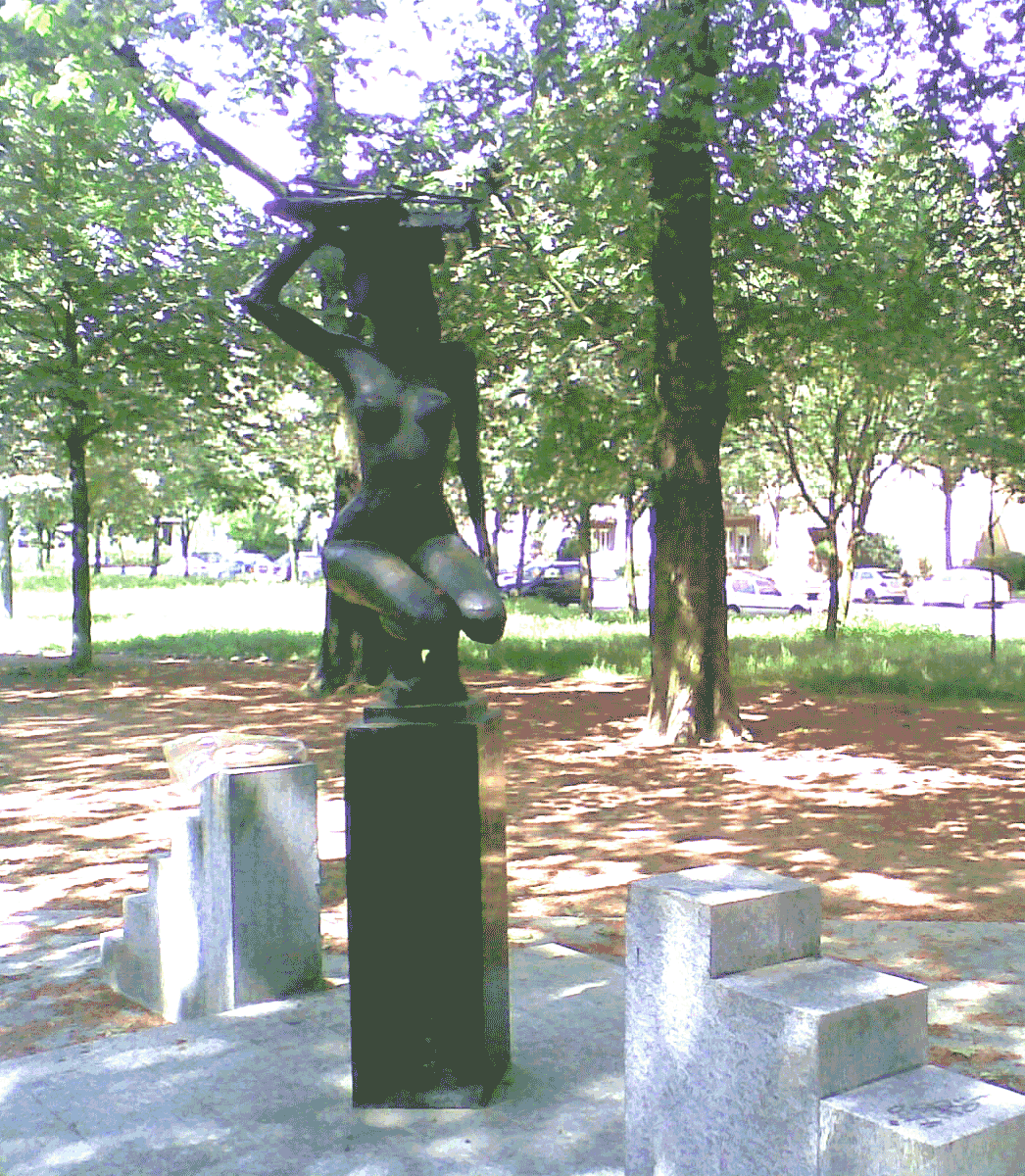
Die Plastik Nackte am Ostseeplatz stellte die Verbindung zum Beginn der Straßen im Jahr 1913 her

- Südlich des Ostseeplatzes in der Grünanlage liegt inmitten der Bauten aus den 1930er Jahren ein Gedenkstein. Der Findling wurde 1935 beim Ausschachten der Baugruben für die Wohnhäuser gefunden. 1985 erfolgte zum 40. Jahrestag der Befreiung durch Aufbringen eines Bronzereliefs eine Umwidmung zur Erinnerung an den Vormarsch der Roten Armee. Der Einzug in Berlin erfolgte Ende April 1945 von Nordosten über Heinersdorf kommend. Dabei wurde eine Flakstellung an der Westseite des Ostseeplatzes genommen, die zuletzt gegen Bodentruppen Widerstand leistete.[49] Auf der Bronzeplatte von Günter Schütz[50] ist neben dem Relief eines Rotarmisten, eine Blumenranke und die Inschriften „1941“ und „1945“ aufgebracht, gestiftet wurde sie vom Kreiskomitee der antifaschistischen Widerstandskämpfer. Nachdem um 2015 die Nachbauten an der Südseite des Platzes eingefügt wurden, bekam der Gedenkstein seinen neuen Ort am östlichen Rondell der Platzanlage. Der Ort, wo der Eingang zur Militäranlage bestand.
- Unter den alten Kastanien von 1913 und einigen neu gepflanzten Platanen inmitten des Ostseeplatzes steht seit 1990 die Frauenfigur Knieende Dame mit Schale (auch Nackte vom Ostseeplatz genannt) von Anna Franziska Schwarzbach.[51] Die etwa 1,5 Meter hohe Bronzestatue nimmt das Idealbild eines weiblichen Aktes vom Beginn des 20. Jahrhunderts auf und schafft eine Verbindung zur Entstehungszeit des Ostseeplatzes vor dem Ersten Weltkrieg. Ein stufenförmiger Sockel bildet einen Kunstraum, der die Wirkung im vorbeiflutenden Verkehr inmitten einer grünen Oase unterstreicht.[52]
- Im Erich-Weinert-Park / Ecke Prenzlauer Allee befindet sich eine weitere Skulptur von A. F. Schwarzbach. Die Porträt-Büste Erich Weinerts wurde Anfang der 1980er Jahre aufgestellt, Mitte der 1990er Jahre ausgebessert und ergänzt. Die Schulterskulptur des Schriftstellers steht auf einem 1,5 Meter hohen Sockel und bietet Sprayern und Werbeschild-Klebern Gelegenheit zur „kreativen“ Umgestaltung.
- Auf der Rasenfläche des Erich-Weinert-Parkes liegt die lebensgroße Bronze-Skulptur Lesender Knabe[53] von Hans-Peter Goettsche aus dem Jahre 1968. Der Jüngling hat ein Buch in der Hand und fühlt sich zu allen Jahreszeiten wohl, während sich Parkbesucher nur in der warmen Jahreszeit auf der Wiese zu ihm gesellen.Die beiden Kleinplastiken am Gebäudeensemble von 1935

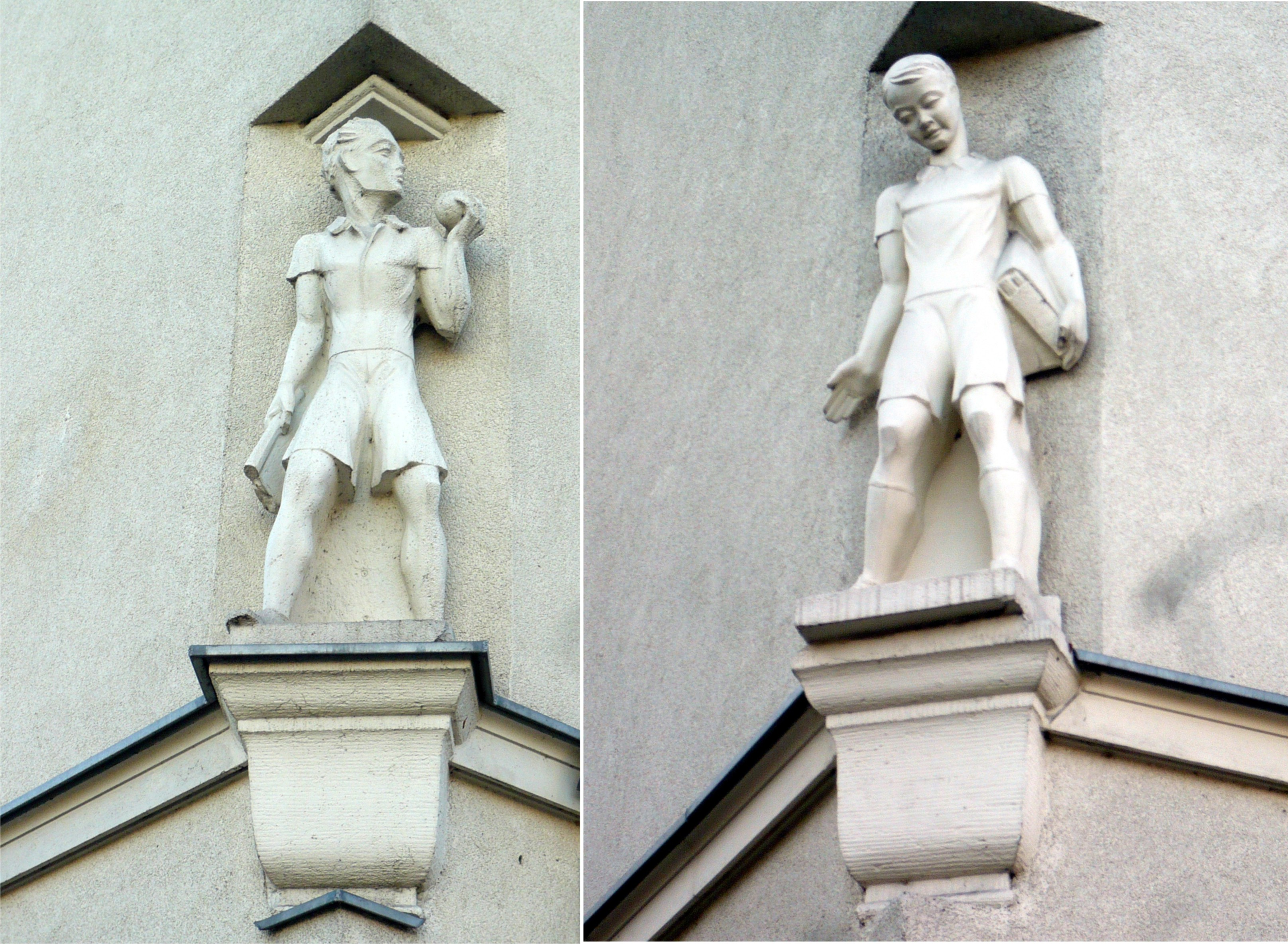
Die beiden Kleinplastiken am Gebäudeensemble von 1935

- An den Eckhäusern südlich des Ostseeplatzes (1935 erbaut) in Obergeschosshöhe sind zwei Skulpturen bemerkenswert. Zur Hosemannstraße hin ein junger Mann mit kantigem Gesicht und einem Ball in der linken Hand. Mit der rechten Hand stützt er sich auf ein angedeutetes Geländer. Zur Mandelstraße hin steht ein Mädchen mit einem Buch unter dem linken Arm. Sie sind um 1935 in der Ausführung der typischen Klinkerkeramik jener Zeit entstanden.
- Auf der vorgelagerten Rasenfläche / Ecke Ostsee- und Gubitzstraße – versteckt innerhalb einer Strauchgruppe – gibt es die Bronzestatue Stehendes Paar von Sabina Grzimek.[54][55] Die Skulpturengruppe aus einem 1,2 Meter großen Mann neben einer etwas kleineren Frau auf einem 40 cm hohen Sockel wurde 1967/1968 aufgestellt. Das Paar mag einen Bezug zur Staatlichen Ballettschule in der Erich-Weinert-Straße haben, die der Gubitzstraße anliegt.Skulptur Verwicklung von Gabor Török, hinter dem Haus 112

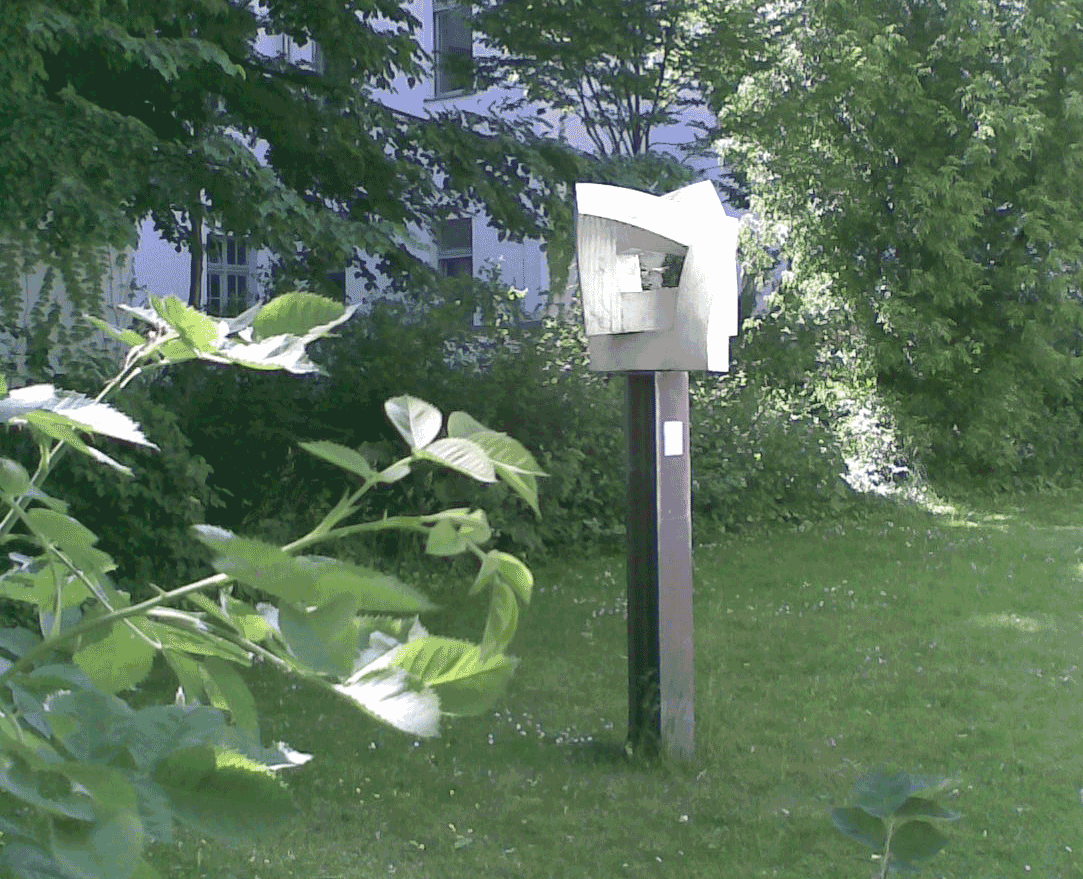
Skulptur Verwicklung von Gabor Török, hinter dem Haus 112

- Hinter dem Haus 112 findet man die Skulptur Verwicklungen in poliertem Metall von Gabor Török aus dem Jahr 1999.

## Sonstiges
Die Namensgebung für Straßen nach der Ostsee ist im Küstenbereich des Gewässers verbreitet. So gibt es die Ostseestraße in Anklam, die durch eine westliche Umgehung der B 110/B 109 entlastet wurde. Ein anderes Beispiel ist die Hansische Ostseestraße, die so benannte Straßenzüge in Ostseestädten begründete.